# 萬千星輝賀台慶
《萬千星輝賀台慶》（英語：TVB Anniversary Gala Show）是電視廣播有限公司（無綫電視）由1968年開始，於每年11月19日舉行的大型特備電視節目，以慶祝該台於1967年11月19日啟播的周年紀念日。

## 節目歷史

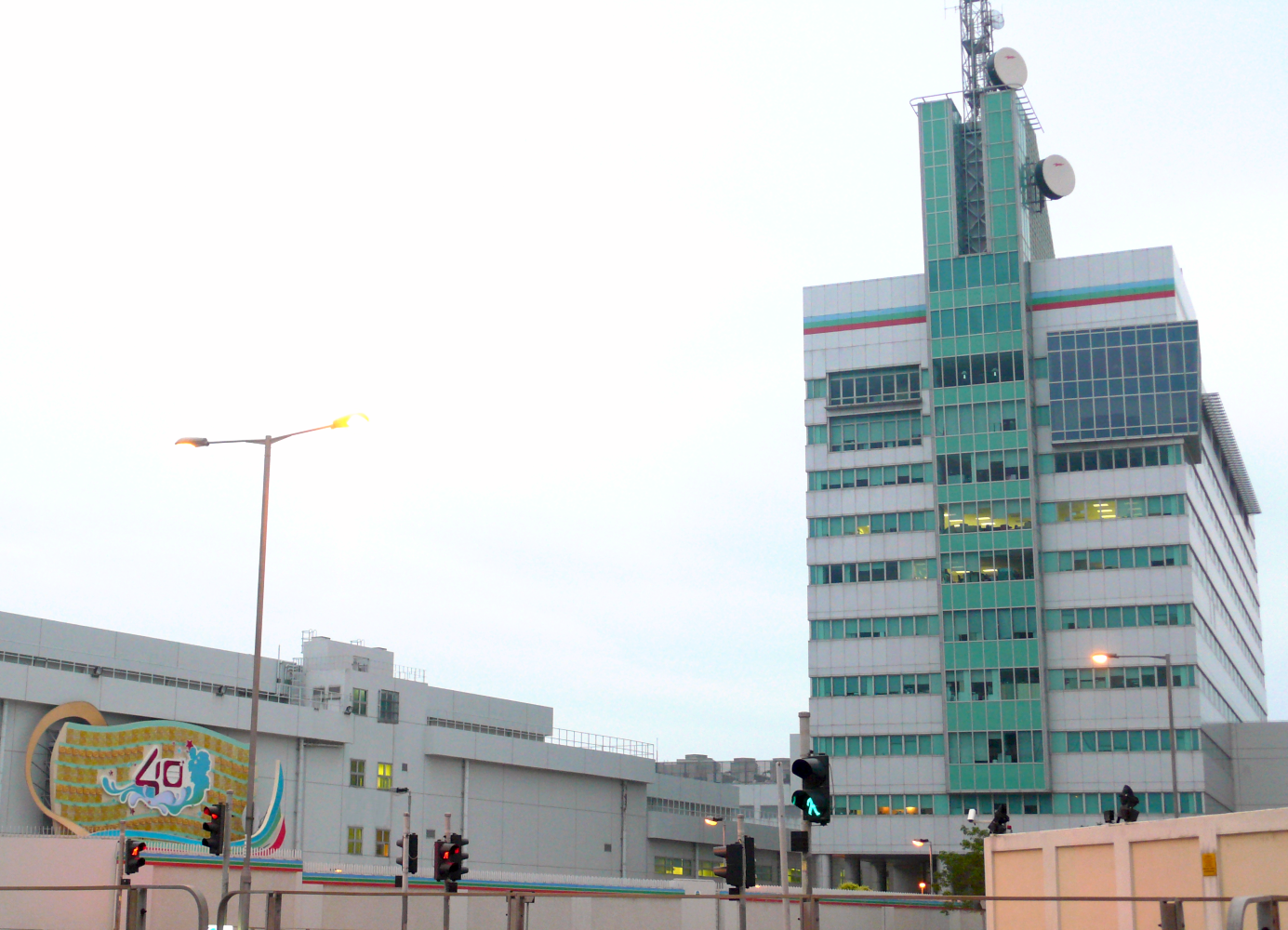
2007年無綫電視40周年時，在电视广播城悬挂「40」字樣。（见图左下角）

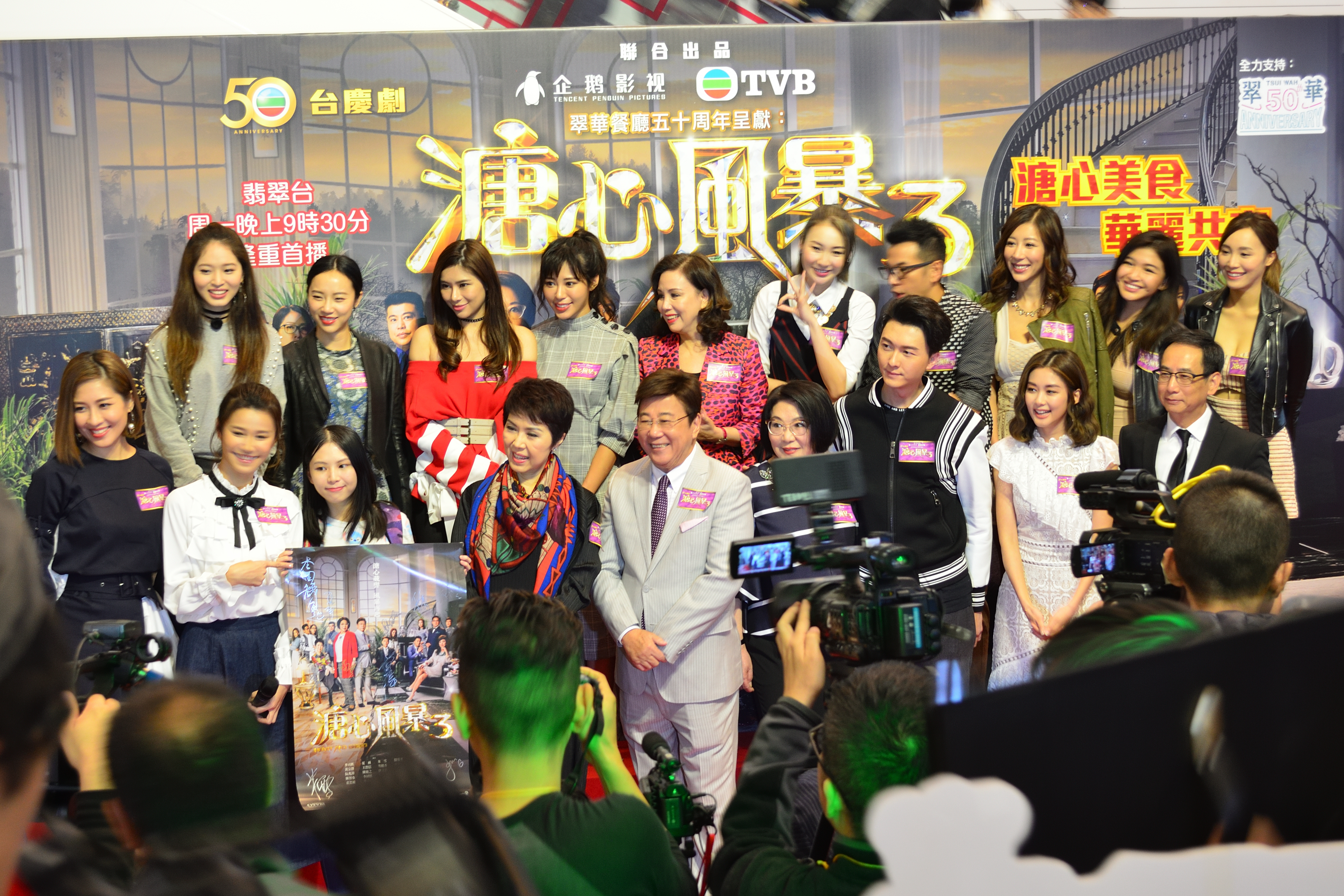
無綫電視50週年台慶劇之一《溏心風暴3》宣傳活動

以慶祝無綫電視創辦人之一邵逸夫爵士的公曆生日暨該台台慶日。本節目原為《歡樂今宵》的其中一個環節；1981年起成為獨立節目，名為《群星獻技賀台慶》（1981年）及《龍鳳呈祥賀台慶》（1982年－1987年），之後再名為《萬千星輝賀台慶》（1988年至1991年、1993年至2018年及2020年至今）。1992年，無綫成立25年，當年台慶更名為《銀禧星輝賀台慶》。2019年（無綫成立52年），因應香港反修例事件，當年台慶更名為《珍惜香港 發放娛樂 TVB52年》，是自1981年以來首次沒有使用「賀台慶」字眼，亦是首次採用錄播方式播出的台慶節目。
另外，由於香港粵語「4」字和「死」字音近、「7」字和「執」字（引伸為「執笠」，即結業）音近、「8」字和「發」字音近，每逢個位數是4或7的週年會改為邁向／邁進下一年（例：37週年改為「邁進38年」、44週年改為「邁向45」）。然而，49週年（2016年）改為「邁向50週年」這種情況較為罕見，最大原因其⼀是49為7乘7，而7意頭不佳，49則雙重不佳，而其二是50適逢金禧好兆頭；此外，57週年（2024年）沒有改為「邁向58週年」，因58有「唔發」的不好意頭，故成為唯一一年個位數為7的週年直接以該年之週年數字慶祝。
無綫電視創辦人之一，娛樂業大亨邵逸夫爵士出生於大清光緒三十三年（丁未年）農曆十月十四日，換算為公曆今年（西元2025年）為六叔生日之118年。則為1907年11月19日，1967年60歲時的邵逸夫，自從無綫電視開台後成為了遂將其台慶定於每年的11月19日。
無綫台慶聚集無綫精英分組表演各項環節，例如歌舞及趣劇等表演，競逐「萬千星輝大獎」。邵逸夫夫人方逸華通常會由應屆香港小姐陪同欣賞台慶節目，利孝和夫人則會在節目尾聲切蛋糕與祝酒。由於無綫台慶與邵逸夫生日為同一天，所以在邵逸夫在生時無綫台慶同時亦為其賀壽。
《龍鳳呈祥賀台慶》的節目形式，與今日無綫另一台慶節目《翡翠歌星賀台慶》相似：全台藝員分為男女子組，各選出隊長，爭奪全晚總冠軍。以每環節男、女子組的節目受歡迎程度作比賽，總計最多受歡迎節目的一組便可取得全晚總冠軍。台慶演出節目包括歌舞及趣劇等表演。當時在台慶表演的藝員，不少今日已成為巨星級人馬，例如周潤發、劉德華、梁朝偉等。另外由楊盼盼表演的高難度危險項目，更是台慶重點節目。台慶大會司儀為香港司儀界的代表人物，如：沈殿霞、汪明荃、鄭裕玲等阿姐級，何守信、曾志偉、陳百祥等人阿哥級。
為方便觀眾重溫節目，無綫於此節目現場直播後的午夜12時起將節目片段上載至myTV讓觀眾收看；並於近年的翌年農曆大年初一（無論是星期一至日）早上9時起於翡翠台重播，然後於11時45分（星期六及日則是12時正）才現場直播新春賀年節目（2024年起被安排於大年初二重播）。而2013年，則於11月19日後的第一個星期日（2013年為11月24日）的下午1時15分至3時45分安排於翡翠台及高清翡翠台重播，同時於TVB fun推出「台慶大禮再Encore」有獎遊戲吸引觀眾，答中問題的五位觀眾將有機會得到合共46萬港元的獎金獎品。

## 司儀
| 年份（屆數）     | 名稱                       | 大會司儀 | 附註 |
| 1968年（第1屆）  | 歡樂今宵賀台慶             | 沈殿霞、張瑛、杜平等 | 1968年起連續13屆於廣播道總台直播。                                                                                  |
| 1969年（第2屆）  | 歡樂今宵賀台慶             | | |
| 1970年（第3屆）  | 歡樂今宵賀台慶             | | |
| 1971年（第4屆）  | 歡樂今宵賀台慶             | | |
| 1972年（第5屆）  | 歡樂今宵賀台慶             | | |
| 1973年（第6屆）  | 歡樂今宵賀台慶             | | |
| 1974年（第7屆）  | 歡樂今宵賀台慶             | | |
| 1975年（第8屆）  | 歡樂今宵賀台慶             | | |
| 1976年（第9屆）  | 歡樂今宵賀台慶             | | |
| 1977年（第10屆） | 歡樂今宵賀台慶             | 沈殿霞、梁醒波、何守信、譚炳文、李香琴、汪明荃、杜平等 | |
| 1978年（第11屆） | 歡樂今宵賀台慶             | 沈殿霞、何守信、繆騫人、譚炳文、盧大偉 | |
| 1979年（第12屆） | 歡樂今宵賀十二週年台慶     | 沈殿霞、梁醒波、何守信、陳齊頌、李琳琳、森森、張國強、陳百祥、陳復生等                                                                                         | |
| 1980年（第13屆） | 歡樂今宵台慶之夜           | 沈殿霞、黃淑儀、梁醒波、何守信、森森、杜平等 | |
| 1981年（第14屆） | 群星獻技賀台慶             | 沈殿霞、李司棋、黃淑儀、陳齊頌、何守信、譚炳文、陳欣健等 | 首次移師利舞臺直播。                                                                                                |
| 1982年（第15屆） | 龍鳳呈祥賀台慶             | 沈殿霞、黃淑儀、鄭裕玲、何守信、狄波拉、鄭少秋等 | 1982年起連續6屆於廣播道總台直播。                                                                                   |
| 1983年（第16屆） | 龍鳳呈祥賀台慶             | 汪明荃、鄭裕玲、何守信、狄波拉、周潤發、陳欣健等 | |
| 1984年（第17屆） | 龍鳳呈祥賀台慶             | 鄭裕玲、何守信、狄波拉、李香琴、譚炳文、曾慶瑜、余文詩等 | |
| 1985年（第18屆） | 龍鳳呈祥賀台慶             | 沈殿霞、汪明荃、何守信、狄波拉、盧大偉 | 外景部份首次移師清水灣電視城古裝街。                                                                                |
| 1986年（第19屆） | 龍鳳呈祥賀台慶             | 沈殿霞、汪明荃、何守信、鄭少秋、鄭裕玲、狄波拉、謝賢、梅艷芳、劉嘉玲、李香琴、林建明、毛舜筠、譚炳文、盧大伟、任達華、廖偉雄等                                 | 《歡樂今宵》司儀全數上陣，外景部份於清水灣電視城古裝街直播。                                                        |
| 1987年（第20屆） | 龍鳳呈祥賀台慶             | 沈殿霞、汪明荃、何守信、鄭少秋、鄭裕玲、盧大偉、鍾保羅、余綺霞                                                                                                 | 於廣播道總台停車場直播。                                                                                            |
| 1988年（第21屆） | 萬千星輝賀台慶             | 沈殿霞、汪明荃、鄭裕玲、盧大偉、鍾保羅 | 1988年起連續15屆於清水灣電視城一廠直播。                                                                            |
| 1989年（第22屆） | 萬千星輝賀台慶             | 沈殿霞、汪明荃、周潤發、夏雨 (香港)、陳欣健、陳敏兒、盧敏儀、何守信                                                                                            | |
| 1990年（第23屆） | 萬千星輝賀台慶             | 汪明荃、李司棋、夏雨 (香港)、潘宗明、陳敏兒、梁朝偉、萬梓良、梅艷芳、朱慧珊、溫兆倫                                                                            | |
| 1991年（第24屆） | 萬千星輝賀台慶             | 汪明荃、夏雨 (香港)、陳欣健、潘宗明、李美鳳、陳敏兒 | |
| 1992年（第25屆） | 銀禧星輝賀台慶             | 汪明荃、夏雨 (香港)、陳欣健、潘宗明、李美鳳、陳敏兒、鄧梓峰 | |
| 1993年（第26屆） | 萬千星輝賀台慶             | 汪明荃、黃霑、鄭裕玲、曾志偉、陳欣健、鄭丹瑞、劉嘉玲、葉玉卿、陳淑蘭、朱慧珊                                                                                   | |
| 1994年（第27屆） | 萬千星輝賀台慶             | 汪明荃、黃霑、曾志偉、鄭丹瑞、潘宗明、朱慧珊、葉玉卿、陳淑蘭                                                                                                   | |
| 1995年（第28屆） | 萬千星輝賀台慶             | 汪明荃、黃霑、鄭丹瑞、朱慧珊、葉玉卿、曾華倩、任達華、羅 霖 | 歌星隊隊長：劉德華 戲劇隊隊長：鄭少秋 綜藝隊隊長：曾志偉                                                            |
| 1996年（第29屆） | 萬千星輝賀台慶             | 沈殿霞、汪明荃、鄭裕玲、曾志偉、黃霑、陳百祥、薛家燕 | |
| 1997年（第30屆） | 萬千星輝賀台慶             | 沈殿霞、汪明荃、鄭裕玲、曾志偉、黃霑、陳百祥、鄭丹瑞、鄧梓峰                                                                                                   | |
| 1998年（第31屆） | 萬千星輝賀台慶             | 沈殿霞、汪明荃、曾志偉、歐陽震華、向海嵐、鄧梓峰 | |
| 1999年（第32屆） | 萬千星輝賀台慶             | 沈殿霞、汪明荃、鄭裕玲、陳百祥、顧紀筠、向海嵐、郭羨妮、鄧梓峰、谷德昭                                                                                         | |
| 2000年（第33屆） | 萬千星輝賀台慶             | 沈殿霞、汪明荃、曾志偉、陳百祥、顧紀筠、郭羨妮、鄧梓峰、谷德昭                                                                                                 | |
| 2001年（第34屆） | 萬千星輝賀台慶             | 沈殿霞、汪明荃、鄭裕玲、曾志偉、陳百祥、顧紀筠、郭羨妮、鄧梓峰                                                                                                 | |
| 2002年（第35屆） | 萬千星輝賀台慶             | 沈殿霞、汪明荃、鄭裕玲、曾志偉、陳百祥、石修、顧紀筠、郭羨妮、鄧梓峰、林敏俐                                                                                   | |
| 2003年（第36屆） | 萬千星輝賀台慶             | 沈殿霞、汪明荃、鄭裕玲、曾志偉、陳百祥、石修、顧紀筠、鄧梓峰                                                                                                   | 於全面落成啟用的將軍澳電視廣播城直播。                                                                              |
| 2004年（第37屆） | 萬千星輝賀台慶             | 沈殿霞、汪明荃、鄭裕玲、曾志偉、陳百祥、石修、顧紀筠、郭羨妮、鄧梓峰、李浩林、李思捷、徐子珊                                                                   | |
| 2005年（第38屆） | 萬千星輝賀台慶             | 沈殿霞、汪明荃、鄭裕玲、曾志偉、陳百祥、鄧梓峰、丘凱敏、梁榮忠、崔建邦                                                                                         | |
| 2006年（第39屆） | 萬千星輝賀台慶             | 汪明荃、鄭裕玲、曾志偉、陳百祥、丘凱敏、崔建邦 | |
| 2007年（第40屆） | 萬千星輝賀台慶             | 汪明荃、鄭裕玲、曾志偉、陳百祥、丘凱敏、陳敏之、崔建邦、鄧健泓、王貽興、葉翠翠                                                                                 | |
| 2008年（第41屆） | 萬千星輝賀台慶             | 汪明荃、鄭裕玲、曾志偉、陳百祥、陳敏之、崔建邦 | |
| 2009年（第42屆） | 萬千星輝賀台慶             | 汪明荃、鄭裕玲、曾志偉、陳百祥、崔建邦 | |
| 2010年（第43屆） | 萬千星輝賀台慶             | 汪明荃、鄭裕玲、曾志偉、陳百祥、陳芷菁、鄧梓峰 | |
| 2011年（第44屆） | 萬千星輝賀台慶             | 汪明荃、鄭裕玲、曾志偉、陳百祥、陳芷菁、陳敏之、李浩林、金剛                                                                                                   | |
| 2012年（第45屆） | 萬千星輝賀台慶             | 汪明荃、鄭裕玲、曾志偉、陳百祥、陳芷菁、崔建邦、黎芷珊、金剛                                                                                                   | |
| 2013年（第46屆） | 萬千星輝賀台慶             | 汪明荃、鄭裕玲、曾志偉、陳百祥、陳芷菁、錢嘉樂、崔建邦、黎芷珊、金剛、陳凱琳                                                                                   | |
| 2014年（第47屆） | 萬千星輝賀台慶             | 汪明荃、鄭裕玲、曾志偉、陳百祥、陳芷菁、錢嘉樂、崔建邦、黎芷珊、梁競徽、陳凱琳                                                                                 | |
| 2015年（第48屆） | 萬千星輝賀台慶             | 汪明荃、鄭裕玲、曾志偉、陳百祥、森 美、錢嘉樂、張繼聰、陳凱琳                                                                                                  | |
| 2016年（第49屆） | 萬千星輝賀台慶             | 汪明荃、鄭裕玲、陳百祥、陳貝兒、王祖藍、陳凱琳、陸浩明、丁子朗                                                                                                 | |
| 2017年（第50屆） | 萬千星輝賀台慶             | 汪明荃、鄭裕玲、曾志偉、陳百祥、陳貝兒、麥美恩、陸浩明、林盛斌                                                                                                 | |
| 2018年（第51屆） | 萬千星輝賀台慶             | 汪明荃、鄭裕玲、陳百祥、陳貝兒、林盛斌、麥美恩、陸浩明、麥明詩、馮盈盈、余德丞                                                                                 | |
| 2019年（第52屆） | 珍惜香港 發放娛樂 TVB 52年 | 汪明荃、鄭裕玲、陳貝兒、陸浩明、麥美恩、丁子朗、袁文傑、何依婷                                                                                                 | 因香港的社會事件而改為錄播。                                                                                        |
| 2020年（第53屆） | 萬千星輝賀台慶             | 汪明荃、鄭裕玲、陳貝兒、陸浩明、麥美恩、丁子朗、何依婷、林溥來、陳百祥（客席）                                                                                 | 由於2019冠狀病毒病香港疫情關係，因此在沒有現場觀眾的情況下直播。 雖然陳百祥並沒有列在司儀名單中，但實際上有份主持。 |
| 2021年（第54屆） | 萬千星輝賀台慶             | 汪明荃、鄭裕玲、陳百祥、鄧梓峰、黎芷珊、林盛斌、陳貝兒、崔建邦、陸浩明、麥美恩、馮盈盈、丁子朗、宋宛穎                                                         | 繼1995年後，再度恢復分組環節，汪明荃及鄭裕玲分別為歌星隊長及藝員隊隊長。                                            |
| 2022年（第55屆） | 萬千星輝賀台慶             | 汪明荃、陳百祥、鄧梓峰、黎芷珊、陳貝兒、錢嘉樂、崔建邦、林盛斌、陸浩明、麥美恩、馮盈盈、陳庭欣、朱凱婷、吳幸美、宋宛穎、梁凱晴、周奕瑋、鄭衍峰、蔡國威、黃建東 | |
| 2023年（第56屆） | 萬千星輝賀台慶             | 汪明荃、陳百祥、鄧梓峰、黎芷珊、阮兆祥、陳貝兒、陸浩明、麥美恩、馮盈盈、林溥來、吳幸美、周奕瑋、林正峰、何沛珈、庄子璇、吳兆麟、潘静文、彭家賢                 | |
| 2024年（第57屆） | 萬千星輝賀台慶             | 汪明荃、顧紀筠、鄧梓峰 、林曉峰、陳貝兒 、陸浩明、麥美恩、林盛斌、車婉婉、朱凱婷、陳懿德、倪樂琳、周奕瑋、許文軒、鄭衍峰、何振然                               | |

## 亮燈及切蛋糕儀式／監製以及編審
| 年份／屆數 | 亮燈者                 | 陪同亮燈者                     | 切蛋糕                       | 監製                           | 編審                   |
| 1996（29） | 邵逸夫                 | 李珊珊                         | 利孝和夫人                   | 蕭潮順                         | 劉鎮華、黃嘉慧         |
| 1997（30） | 邵逸夫                 | 翁嘉穗                         | 利孝和夫人                   | 衛世輝                         | 陳自然                 |
| 1998（31） | 邵逸夫                 | 向海嵐、吳文忻                 | 利孝和夫人                   | 衛世輝                         | 鄭月明                 |
| 1999（32） | 邵逸夫                 | 郭羨妮、胡杏兒                 | 利孝和夫人                   | 衛世輝                         | 鄭月明                 |
| 2000（33） | 邵逸夫                 | 劉慧蘊、劉嘉慧                 | 利孝和夫人                   | 衛世輝                         | 華國良                 |
| 2001（34） | 邵逸夫                 | 楊思琦                         | 利孝和夫人                   | 林嘉穎                         | 華國良                 |
| 2002（35） | 邵逸夫                 | 沈殿霞、汪明荃、林敏俐         | 利孝和夫人                   | 林嘉穎                         | 華國良                 |
| 2003（36） | 邵逸夫                 | 沈殿霞、汪明荃、曹敏莉         | 利孝和夫人                   | 林嘉穎                         | 華國良                 |
| 2004（37） | 邵逸夫                 | 沈殿霞、汪明荃、徐子珊         | 利孝和夫人                   | 林嘉穎                         | 華國良                 |
| 2005（38） | 邵逸夫                 | 沈殿霞、汪明荃、陸詩韻、林莉   | 利孝和夫人                   | 衛世輝                         | 華國良                 |
| 2006（39） | 邵逸夫                 | 汪明荃、鄭裕玲、陳茵媺         | 利孝和夫人                   | 林嘉穎                         | 陳蕙蘭                 |
| 2007（40） | 邵逸夫                 | 汪明荃、鄭裕玲、王君馨、周美欣 | 利孝和夫人                   | 衛世輝                         | 陳蕙蘭                 |
| 2008（41） | 邵逸夫                 | 汪明荃、鄭裕玲、張舒雅         | 利孝和夫人                   | 賴偉棠                         | 陳蕙蘭                 |
| 2009（42） | 邵逸夫                 | 汪明荃、鄭裕玲、熊穎詩、苟芸慧 | 利孝和夫人                   | 何小慧                         | 黎德堅                 |
| 2010（43） | 邵逸夫                 | 汪明荃、鄭裕玲、陳庭欣、張秀文 | 利孝和夫人                   | 衛世輝                         | 陳蕙蘭                 |
| 2011（44） | 梁乃鵬                 | 鄭裕玲、朱晨麗、朱希敏         | 利孝和夫人                   | 陳旭亮                         | 陳蕙蘭                 |
| 2012（45） | 梁乃鵬                 | 汪明荃、鄭裕玲、張名雅、黃心穎 | 梁乃鵬、方逸華、利孝和夫人   | 黃中濠                         | 鄧煒鵬、梁偉庭         |
| 2013（46） | 梁乃鵬                 | 陳凱琳、蔡思貝、劉佩玥         | 梁乃鵬、方逸華、利孝和夫人   | 陳旭亮                         | 鄧煒鵬、陳蕙蘭         |
| 2014（47） | 梁乃鵬                 | 邵珮詩、何艷娟                 | 梁乃鵬、方逸華               | 陳旭亮                         | 陳蕙蘭                 |
| 2015（48） | 陳國強、方逸華         | 不適用                         | 陳國強、方逸華               | 黃中濠                         | 文月清                 |
| 2016（49） | 陳國強、黎瑞剛、方逸華 | 陳國強、黎瑞剛、方逸華         | 何小慧、黃中濠               | 徐家祥、黃翠華                 |                        |
| 2017（50） | 陳國強、黎瑞剛、李寶安 | 陳國強、利孝和夫人、黎瑞剛     | 陳旭亮                       | 陳蕙蘭、陳燕華                 |                        |
| 2018（51） | 陳國強、李寶安、鄭善強 | 陳國強                         | 姜彥愷、陳旭亮、林俊文       | 陳鳳珊、袁思勇                 |                        |
| 2019（52） | 不適用                 | 不適用                         | 姜彥愷、陳旭亮、林俊文       | 陳蕙蘭、陳鳳珊、黃華倫、劉美琪 |                        |
| 2020（53） | 許濤、李寶安           | 不適用                         | 姜偉                         | 文月清                         |                        |
| 2021（54） | 許濤、曾志偉、蕭世和   | 姚焯菲                         | 許濤                         | 姜彥愷、陳旭亮                 | 黃家樂、劉美琪         |
| 2022（55） | 許濤、曾志偉           | 不適用                         | 許濤、盛智文、陳樹鴻         | 姜偉                           | 黃華倫                 |
| 2023（56） | 許濤、黎瑞剛、曾志偉   | 不適用                         | 許濤、黎瑞剛、盛智文、陳樹鴻 | 蘇啟康、何小慧                 | 朱栢仲、林啟怡         |
| 2024（57） | 許濤、曾志偉、蕭世和   |                                | 許濤、方和、曾志偉、蕭世和   | 葉登偉                         | 羅志恒、姚啟衡、朱順玲 |

## 台慶短劇
每年節目內的搞笑台慶劇都有很多人留意，這套劇由一眾司儀及當紅藝人演出，目的為向行政主席邵逸夫爵士和TVB賀壽。
| 年份   | 名稱                          | 演出 | 片段                   | 附註 |
| 1985年 | 多聲道劇場之朱門新怨          | 沈殿霞、汪明荃、鄭裕玲、周潤發、劉德華、余子明、李香琴、盧海鵬、梅艷芳、梁朝偉、謝賢、狄波拉、林建明 |                        | 演員以兩文三語、潮州话和日文演出 |
| 1988年 | 雙星同心展新姿                | 梁朝偉、劉淑華、周星馳、劉嘉玲、藍潔瑛、郭晉安、黎美嫻、曾華倩、吳鎮宇、鄧萃雯、邵仲衡、李家聲 |                        | |
| 1989年 | 超級級八卦法庭                | 沈殿霞、鄭裕玲、梅艷芳、劉德華、梁朝偉、劉嘉玲、周潤發、萬梓良、林建明、吳君如、廖偉雄 | （页面存档备份，存于） | |
| 1990年 | 同聲同氣劇場                  | 梅艷芳、吳鎮宇、梁朝偉、羅慧娟、毛舜筠、廖偉雄、李司棋、林保全及配音組 |                        | |
| 1992年 | 紅星搞笑劇                    | 曾志偉、鄭裕玲、劉德華、張學友、黎明、鄭丹瑞、萬梓良、阮兆祥、李美鳳、葉玉卿 |                        | |
| 1993年 | 531劇場                       | 黃日華、陳秀雯、廖偉雄、藍潔瑛、張衛健、邵美琪、朱茵、蔡少芬、梁小冰、鍾漢良、朱健鈞、魏駿傑 |                        | |
| 1994年 | 港產笑聲搞搞震                | 曾志偉、李克勤、劉德華 |                        | |
| 1995年 | 阿姐與十兄弟 - 一切從生日開始 | 汪明荃、曾志偉、廖啟智、安德尊、吳剛、葉玉卿、鍾麗緹、曾華倩、李嘉慧、鄭丹瑞、梅小惠、林曉峰、胡楓 |                        | |
| 1996年 | 立體聲扮野劇場                | 鄭裕玲、古天樂、張可頤、陳妙瑛、陳松齡、林家楝、林保怡、呂頌賢、魏駿傑、王喜、梁榮忠、陳芷菁、宣萱 |                        | |
| 1997年 | 巨星上網台慶劇                | 沈殿霞、曾志偉、鄭裕玲、陳百祥、劉德華、張達明、鄭丹瑞、林家棟、錢嘉樂、林曉峰 | （页面存档备份，存于） | |
| 1998年 | 台慶真人show                  | 沈殿霞、汪明荃、曾志偉、羅嘉良、歐陽震華、宣萱、林家棟、張達明、林曉峰、錢嘉樂、郭可盈、張可頤 |                        | 超級無敵兵乓波 |
| 1999年 | 阿Sir密令                     | 沈殿霞、鄭裕玲、陳百祥、劉德華、谷德昭、張達明、林家棟 |                        | |
| 2000年 | 阿Sir密令II                   | 沈殿霞、汪明荃、曾志偉、陳百祥、谷德昭、錢嘉樂、林曉峰、郭羡妮 | （页面存档备份，存于） | |
| 2001年 | 勇敢的香港人                  | 沈殿霞、曾志偉、陳百祥、薛家燕、林曉峰、佘詩曼、張智霖、錢嘉樂、苑瓊丹 | （页面存档备份，存于） | 曾志偉扮沈殿霞 |
| 2002年 | 台慶做得到                    | 沈殿霞、曾志偉、鄭裕玲、陳百祥、顧紀筠、佘詩曼、郭羨妮、錢嘉樂、林曉峰 | （页面存档备份，存于） | 曾志偉扮沈殿霞、陳百祥扮鄭裕玲 |
| 2003年 | 輝煌成就 高瞻遠矚             | 曾志偉、鄭中基 | （页面存档备份，存于） | |
| 2004年 | 奀枝慾孽                      | 沈殿霞、曾志偉、鄭裕玲、陳百祥、薛家燕、林保怡、陳豪、黃宗澤、錢嘉樂、吳家樂、歐錦棠 | （页面存档备份，存于） | 改篇自當年高人氣的宮鬥神劇金枝慾孽，曾志偉飾如妃、沈殿霞飾玉瑩、薛家燕飾爾淳、陳百祥飾安茜、鄭裕玲飾皇帝，林保怡與陳豪仍然飾演原劇中角色 |
| 2005年 | 隆重一叮                      | 沈殿霞、汪明荃、曾志偉、鄭裕玲、陳百祥、鄧梓峰、丘凱敏、崔建邦、梁榮忠 | （页面存档备份，存于） | |
| 2006年 | 翡翠紅人館                    | 曾志偉、鄭裕玲、陳百祥、譚詠麟、林保怡、陳豪、郭晉安、佘詩曼、黎姿、黃德斌、郭羨妮、蒙嘉慧、鄭嘉穎、黃宗澤、廖碧兒、馬國明、鄭健樂                                                                       | （页面存档备份，存于） | 由多名當紅藝人扮演蠟像 |
| 2007年 | 翡翠40星光廊                  | 曾志偉、鄭裕玲、陳百祥、李司棋、夏雨、關菊英、苗僑偉、郭晉安、陳豪、黎姿、佘詩曼、黃德斌、蒙嘉慧、黃宗澤、胡杏兒、曹永廉、崔建邦                                                                         | （页面存档备份，存于） | |
| 2008年 | 家好月圓之店長招募大行動      | 曾志偉、李司棋、夏雨、米雪、關菊英、陳豪、佘詩曼、伍詠薇、黃宗澤、胡杏兒、黎耀祥、阮兆祥 | （页面存档备份，存于） | |
| 2009年 | 超級巨B                       | 曾志偉、陳百祥、森美、錢嘉樂、陳豪、關菊英、黃宗澤、郭羨妮、伍詠薇、李香琴、胡楓、王祖藍、阮兆祥、湯盈盈、呂慧儀、高海寧、洪天明                                                                         | （页面存档备份，存于） | |
| 2010年 | 超級無敵美容院                | 曾志偉、吳家樂、阮兆祥、陳豪、謝天華、李香琴、王祖藍、呂慧儀 | （页面存档备份，存于） | |
| 2011年 | 登登登對獎門人                | 曾志偉、錢嘉樂、阮兆祥、金剛、陳豪、鄭嘉穎、胡杏兒、黃宗澤、謝天華、陳法拉、徐子珊、陳展鵬、陳茵媺、王祖藍、李亞男                                                                                       | （页面存档备份，存于） | |
| 2012年 | 星級育嬰學院                  | 曾志偉、陳豪、黃宗澤、王祖藍、金剛、錢嘉樂、林曉峰、阮兆祥、麥長青、高海寧、陳茵媺 |                        | |
| 2015年 | 我係要鬥戲                    | 曾志偉、黃秋生、黎耀祥、陳豪、陳百祥、邵美琪、陳展鵬、馬國明、黃宗澤、金剛 |                        | |
| 2015年 | 4個小生去法庭                 | 汪明荃、鄭裕玲、陸永、C君、李思捷、單立文、Joe Junior、阮兆祥、蔣志光、吳家樂、羅鈞滿 |                        | |
| 2016年 | 最佳對手搞搞震                | 陳百祥、胡楓、郭晉安、陳豪、黃宗澤、黃浩然、黃智賢、馬國明、洪永城、陳展鵬、蕭正楠、曹永廉、袁偉豪、王浩信、陸永、滕麗名、田蕊妮、胡定欣、唐詩詠、姚子羚、黃翠如、王君馨、岑麗香、林夏薇、黃智雯、李佳芯 |                        | |
| 2017年 | 50周年藝員訓練班面試日        | 曾志偉、黎耀祥、陳豪、田蕊妮、胡定欣、曹永廉、黃翠如、楊詩敏、泰臣、C君、陸永、馬國明、林盛斌、阮兆祥、王祖藍、李思捷、林曉峰                                                                            |                        | |
| 2018年 | 是咁的DO姐閣下                | 鄭裕玲、麥美恩、林盛斌、王君馨、黃智賢、田蕊妮、陳豪、洪永城、黃翠如、王浩信、胡定欣、唐詩詠、馬國明、黃心穎、陳展鵬、袁偉豪、曹永廉、蕭正楠、楊詩敏、何遠東                                             | （页面存档备份，存于） | |
| 2021年 | 西遊記                        | 張振朗、陳俊堅、譚永浩、鄭雋熹、吳子冲、阮政峰、朱敏瀚、周嘉洛、何廣沛、馬貫東、陳嘉慧、關曜儁、施焯日、蕭文諾、李顯燿、鄔嘉駿、馮子亮、鍾肯盛、李家鼎                                                   |                        | |
| 2022年 | 一封信                        | 林盛斌、陳嘉慧、錢嘉樂、胡楓、韓馬利、安德尊、余思霆、鄭俊弘、連詩雅、譚嘉儀、張馳豪 |                        | |
| 2024年 | 生日快樂                      | 周嘉洛、戴祖儀、吳偉豪、林秀怡、焦浩軒、鄧智堅 |                        | |

## 福祿壽歷年表演

### 萬千星輝賀台慶表演項目
| 年份   | 環節名稱                     | 附註 |
| 2007年 | 熱爆巨星演唱會               | 三人扮演中港台巨星演唱，受到觀眾熱烈歡迎。 扮草蜢 阮兆祥扮顔福偉、Rain 李思捷扮黄凱芹、郭富城 王祖藍扮甄妮、蔡依林 |
| 2008年 | 扮野天王福祿壽               | 三人分別扮演四朵金花、劇集《溏心風暴之家好月圓》之角色獻唱。自此，「福祿壽」三人之演出就成為《萬千星輝賀台慶》重點環節之一。 阮兆祥扮沈殿霞、家好月圓的荷媽 李思捷扮劉德華唱出神鵰大俠、家好月圓的Sa姨 王祖藍扮神鵰、家好月圓的紅姨 |
| 2009年 | 扮野至尊福祿壽               | 三人扮演飲食節目主持及《超級巨聲》評判。 阮兆祥扮梁文韜、米高積遜、雷頌德 李思捷扮周中、側田 王祖藍扮蘇施黃、葉麗儀 |
| 2010年 | 第一屆荃加福祿壽頒獎典禮     | 三人以棟篤笑形式演出，笑談當紅藝人。 |
| 2011年 | 萬千星輝福祿壽之未來先生選舉 | 三人模仿《香港先生選舉》泳裝環節演出。 |
| 2012年 | 萬千星光福祿壽               | 三人模仿當年《歡樂今宵》的「扮嘢」前輩。 阮兆祥扮沈殿霞 王祖藍扮廖偉雄的「乜太」造型 李思捷扮鄭少秋 |
| 2016年 | 福祿壽講呢啲                 | 三人以棟篤笑形式演出，笑談當紅藝人。 |
| 2017年 | 福祿壽Hidden Hero            | 三人分別與羅樂林、歐瑞偉、劉江作為了KO |
| 2022年 | 聲生不息福祿壽               | 三人模仿參與《聲生不息》的歌手。 阮兆祥扮 王祖藍扮 李思捷扮 |
| 2023年 | 中年福祿壽                   | 三人模仿參與《中年好聲音》的歌手。 |
| 2024年 | 福祿壽年度娛樂風雲人物       | |

## 曾參與節目流程的演出列表
所有藝員排名不分先後
- 開場表演
- 味皇勁舞豪門宴：歐陽震華、關詠荷、沈殿霞、古天樂、宣萱、張可頤、張慧儀、鄧一君、林曉峰
- 超級台慶箍橡筋（遊戲）
- 人球湧湧威過界：滕麗明、祝文君、李珊珊、劉玉翠、黎芷珊、楊婉儀、莫可欣、黃𨥈瑩、劉曉彤、袁彩雲、彭子晴、曹眾 等
- 超級無敵幸運星（遊戲）
- 金裝怪招賀台慶：胡楓、錢嘉樂、魏駿傑、洪天明、容錦昌、李家聲、呂頌賢、陳芷菁、彭子晴、劉錦玲、廖啟智、張家輝、吳家樂
- 超級無敵夾包包（遊戲）
- 巨星上網台慶劇：參見台慶劇
- 爆笑冤家鬥一番：阮兆祥、元華、陳妙瑛、梅小惠
- 群星閃閃花生Show：曾志偉、張達明、沈殿霞、王喜、歐陽震華、黃智賢、郭耀明、林家楝、羅嘉良、黃日華、關詠荷、蔡少芬、宣萱、張可頤、郭少芸、郭藹明、陳妙瑛、張慧儀、周海媚、鄭裕玲
- 鼓舞飛揚慶回歸：劉德華
- 經典金曲賀台慶：譚詠麟
- 其他參與藝員：楊千嬅、薛家燕、盧慶輝、滕麗名、黃錦燊、劉少君、譚倩紅、梁小冰、林保怡、黃澤鋒、徐濠縈、梁思浩、佘詩曼、譚小環、張錦程、傅明憲、黎漢持、盧海鵬

- 開場表演：郭藹明、周海媚、蔡少芬、關詠荷、郭可盈、陳慧珊、宣萱、陳松伶、陳妙瑛、張可頤、羅嘉良、黃日華、陳錦鴻、歐陽震華、林家楝、呂頌賢、郭晋安、林保怡、吳啟華、古天樂、陳小春、洋、薛家燕、彭子晴、盧慶輝、姚瑩瑩、袁潔瑩、張家輝、馬浚偉、蘇永康、吳美珩、袁彩雲、李珊珊、鍾麗淇、錢嘉樂、姚樂怡、梁思浩、吳家樂、林曉峰
- 全力以赴當入樽：汪明荃、元華、魏駿傑、洪天明、鍾麗淇、彭子晴、駱達華、吳家樂、兩名特技組
- 超級無敵獎門人之台慶天下搵啖食
- 魔法飛刀肥美人：沈殿霞、歐陽震華、林曉峰、佘詩曼、曾志偉
- 烈火雄心真英雄：關詠荷、王喜、錢嘉樂、李子雄、鄭敬基、鄧兆尊、容錦昌、莫家堯、林敬剛、張達明、蔡少芬、陳妙瑛、李珊珊
- 群星勁舞大堆頭：胡楓、潘芝莉、唐韋琪、張錦程、劉曉彤、黃澤鋒、麥長青、黎芷珊、王賢誌、陳珮珊、馬蹄露、康華、黃智賢、阮兆祥、徐濠縈、梁思浩 等
- 妹力四射賀台慶：張惠妹
- 台慶真人show：參見台慶劇
- 超級無敵獎門人（遊戲）
- 嘉賓：關海山、羅蘭、楚原、黎宣、李司棋
- 其他參與藝員：楊婉儀、梁榮忠、蔡康年、鄧健泓、袁彩雲、蔡子健、黎耀祥、譚倩紅、陳彥行、伍燕妮、陳肖明、楊證樺、吳毅將

- 開場表演：全體藝員
- 運轉乾坤創高峰：汪明荃、梁思浩、鍾麗淇、蔡子健、吳文忻、吳家樂、楊婉儀、林家楝
- 火舞連場叻人show：陳百祥、蔡一傑、錢嘉樂、林曉峰、黃佩霞、康華、鄭中基、阮兆祥、鄧健泓、黃德斌、劉曉彤、曹眾
- 2000奧運大勢力：余文詩、林尚義、吳小清、李綺虹、劉健基、蔡育瑜、張志豪、王賢誌、黃澤鋒、陳霽平等
- 歌星表演：劉德華
- 鬼馬雙星彈彈跳：錢嘉樂、洪天明
- 齊心獻壽顯真情：馬蹄露、謝天華、楊婉儀、劉愷威、鄧浩光、郭耀明、盧慶輝、顏國樑、黃德斌、鄺文珣
- 阿Sir密令：參見台慶劇
- 跨世紀星級獻禮：陳慧珊、古天樂、張可頤、林家棟、郭晉安、郭可盈、葉佩雯、羅嘉良
- 其他參與藝員：吳啟華、張家輝、歐陽震華、林保怡、王喜、馬浚偉、陳浩民、張兆輝、邵美琪、宣萱、關詠荷、蔡少芬、陳妙瑛、袁潔瑩、佘詩曼、葉璇、吳美珩、李克勤、呂方、鄭敬基、鄺佐輝、鄧兆尊、黃𨥈瑩、歐倩怡、蓋世寶、李珊珊、陳穎妍、黃泆潼、劉恩婕、陳詠嫻、陳穎儀、黃佩珊、傅楚卉、楊明、杜大偉、林峰、黃俊紳、徐榮、梁智達、許明志、韓毓霞、曹永廉、何志祥、馬國明、胡啟光、凌子軒、葉暐、張熙傑、馮挺然、梁嘉遜、趙永洪、郭少芸、余子明、楊怡、陳少邦、王少萍、林遠迎、黃蘊妍、歐陽國璋
- 嘉賓：羅蘭、薛家燕、江欣燕、盧婉茵、江華、元華、廖啟智、劉松仁、賈思樂、呂良偉、趙雅芝、黃杏秀、張衛健、李添勝、蕭芳芳、謝賢、萬梓良、李司棋、惠天賜、金興賢、劉仕裕、潘嘉德

- 開場表演：全體藝員
- 英姿煥發同獻技：陳霽平、蓋世寶、蔡慧敏、黃泆潼、康子妮、劉綽琪、湯盈盈、陳詠嫻
- 金裝作大才子齊拜壽：麥長青、洪天明、蔡子健、黃德斌、梁思浩
- 百變歌星賀台慶：胡楓、劉曉彤、陳霽平、錢嘉樂、吳家樂
- 雄運當頭鴕鳥舞：張兆輝、魏駿傑
- 火健非凡齊足賀：陳百祥、沈殿霞、朱永棠、陳松伶、康華、謝天華
- 火速到賀封神榜：鄭子誠、蔡慧敏、王賢誌、郭耀明、陳國邦、黃德斌、林峰、唐文龍、張雷、李龍基、鄺文珣
- 阿Sir密令II：參見台慶劇
- 火熱黎明樂滿城：黎明
- 其他參與藝員：歐陽震華、林文龍、張可頤、江華、陳妙瑛、古天樂、宣萱、吳啟華、伍詠薇、張智霖、羅嘉良、張燊悅、郭晉安、向海嵐、滕麗名、張家輝、文頌嫻、林家楝、吳美珩、郭少芸、盧婉茵、羅冠蘭、顏國樑、林漪娸、洋、袁彩雲、馬蹄露、程可為、朱咪咪、韓馬利、羅蘭、薛家燕、白茵、祝文君、姚瑩瑩、歐子欣、阮兆祥、賀文傑、胡杏兒、陳穎妍、劉家聰、汪琳、伍文生、楊明、楊怡、梁智達、張熙傑、黃佩珊、李天翔、黃宗澤、黃俊紳、周暘、胡諾言、梁珈詠、杜大偉、楊浚廷、盧永匡、宋紫盈、張英才等

- 火舞昇平顯輝煌（開場表演）：錢嘉樂、廖碧兒、胡杏兒、郭政鴻、元華、韓君婷、陳敏之、陳凱怡、謝天華、唐寧、陳琪、羅敏莊、康子妮、唐文龍、洪天明、楊怡、林峯、蔡子健、曹永廉、葉璇、吳家樂
- 鼓舞飛揚慶豐收：曹永廉、陳鍵鋒、陳山蔥、林峯、洪天明、吳家樂、胡諾言、楊明、馬德鐘、朱永棠、黃澤鋒、劉曉彤、葉璇、唐文龍、楊怡、劉綽琪、王喜、蔡子健、胡杏兒、郭政鴻
- 勁舞狂歡樂滿堂：鄭少秋、廖碧兒、原子鏸、袁彩雲、謝天華、朱永棠
- 開心無敵魔術師：沈殿霞、曾志偉、陳凱怡、陳琪、傅珮嘉、唐寧、揚明、劉綽琪、洪天明、曹永廉、陳鍵鋒、吳家樂、蔡子健、黃澤鋒、陳山聰
- 繩意傳情慶光輝：林文龍、陳慧珊、滕麗明、陳浩民、宣萱、馬浚偉、羅嘉良、陳松伶、蔡少芬
- 勇敢的香港人：參見台慶劇
- 群聲同賀齊歡唱：黎小田、薛家燕、余子明、盧海鵬、蔣志光、阮兆祥、胡楓、林曉峰、錢嘉樂、謝天華、朱永棠
- 歌唱表演：張惠妹
- 其他參與藝員：古天樂、佘詩曼、林家楝、吳啟華、向海嵐、張智霖、林保怡、秦沛、歐陽震華、江華、蒙嘉慧、文頌嫻、梁琤、張燊悅、陳曼娜、陳豪、夏雨、洋、康華、石修、苑瓊丹、羅網、雪妮、何仲偉、霍建邦、何綺雲、潘冠霖、張熙傑、王可惠、汪琳、江芷妮、鄺佐輝、盧念國、朱維德、劉彩玉、溫裕紅、傅劍虹、王賢誌、黃宗澤、李家聲、張美妮、安德尊、蘇敏聰、陳穎妍、敖嘉年、黃德如、林韋辰、簡慕華、蓋世寶、曾偉權、趙靜儀、羅泳嫻、羅蘭、陳霽平、王冠忠、魯振順、陳珮珊、楊瑞麟、陳玟希、黃泆潼、陳伶俐、Joe Junior、李龍基、白茵、黎彼德、盧苑茵、王偉、呂珊、郭耀明、麥長青、潘芳芳、阮德鏘、祝文君、湯盈盈、陳秀珠、陳楚茹、劉江、蔡康年、駱應鈞、羅冠蘭、鄧一君、譚玉瑛、顏國樑、張雷、杜大偉、溫兆倫、蓋鳴輝、歐錦棠、施念慈、朱凱婷、姚瑩瑩、李國麟、韋家雄、羅君左、黎漢持等

- 十八武藝賀台慶（開場表演）：全體藝員
- 絲鼓齊鳴慶豐收：石修、楊天經、陳宇琛、劉永健、李永豪、李泳漢、滕麗名、邵美琪、陳敏之、陳霽平、黃𨥈瑩、趙靜儀、黃安琪、李嘉豪、蘇敏聰、阮德鏘、保采芬、關伊彤、李思蓓、李珮瑜、楊思琦、文頌嫻、葉凱茵、葉璇
- 鴻運當頭齊祝壽：元華、鄭中基、李思捷、林敬剛、郭政鴻、張松枝、敖嘉年、李嘉、裘卓能、蔡誌鋒、劉天龍
- 至叻喜舞顯輝煌：陳百祥、廖碧兒、張慧儀、朱咪咪、謝天華、鄧浩光、黃泆潼、楊卓娜、湯盈盈、鄧兆尊、陳琪、汪琳、姚嘉妮、郭耀明、岑寶兒、陳山聰、胡諾言、黃宗澤、蔡康年
- 千秋萬葉展新姿：陳慧珊、陳凱怡、岑寶兒、陳楚茹、殷櫻、朱萬舒、馬國明、黃佩珊、陳琪、王可惠、陳堃、鄭俊弘、黎諾懿？、周飛言、利嘉兒、水明琪、朱婉儀、張美妮、陳嘉露、貝汶琪、麥子樂、潘芷蕾、陳佩思、李心怡、陸駿光、蘇頌康、湯百山
- 勁舞昇平領楓騷：胡楓、洋、韓馬利、李麗麗、安德尊、Joe Junior、鄧英敏、鄭祖、李鴻杰、魯振順、康華、曹眾、祝文君、馬蹄露、羅君左、楊英偉、盧海鵬、余子明、楊瑞麟
- 台慶做得到：參見台慶劇
- 星韻同賀慶歡騰：薛家燕、黎小田、蔣志光、歐錦棠、魏駿傑、王喜、劉愷威、洪天明、吳家樂、劉錦玲、潘芳芳、梁思浩、黃卓玲、韓君婷、唐寧、蔡子健、馬小靈、劉曉彤、嘉碧儀、曹永廉、朱凱婷、鍾沛枝、梁雪湄、朱健鈞、李浩林、陳穎妍、劉綽琪、康子妮、胡諾言、蓋世寶
- 翡翠金曲響全球：羅嘉良、郭晉安、林峯、馬浚偉、陳豪、溫兆倫、林保怡、宣萱、佘詩曼、張可頤、郭可盈、蔡少芬、陳松伶、吳美珩
- 威風百變群英會：鄭少秋、劉家輝、蓋鳴輝、錢嘉樂
- 其他參與藝員：向海嵐、胡杏兒、林文龍、馬德鐘、林曉峰、唐文龍、羅敏莊、趙學而、蔡潔雯、陳丹丹、陳曼娜、卓躒、陳念君、雷恩、林敏儀、胡家惠、唐韋琪等

- 彩虹魅力新姿彩（開場表演）：Part1 黃宗澤、廖碧兒、蔡子健、河國榮、曹永廉、唐文龍、伍文生、王賢誌、馬國明、駱達華、揚明、胡諾言、黃澤鋒、郭卓樺、張國洪、李逸朗、高皓正、黃子衡、吳展濠、陳宇琛、李雨陽、許文翹、羅貫峰；Part2 元華、麥長青、林韋辰、歐錦棠、章志文、林敬剛、李永豪、張松枝、黃德斌、韓君婷、劉錦玲、黃安琪、潘芳芳、鍾麗淇；Part3 曹敏莉、李嘉怡、戚黛黛、李詩韻、鍾子淇、湯盈盈、袁彩雲、康華、陳霽平、利嘉兒、尤程、黃泆潼、王從希、吳幸美；Part4 薛家燕、胡杏兒、楊婉儀、楊思琦、朱凱婷、江芷妮、張美妮、梁雪湄、馬海倫、阮兆祥、劉愷威、梁思浩、劉永健、劉家聰、李天翔、鄧兆尊、杜大偉、魯文傑；Part5 安德尊、蔣志光、羅君左、蔡康年、李霖恩、崔建邦、李思捷、敖嘉年、李中希、蘇敏聰、陳敏之、汪琳、陳琪、馬小靈、鍾沛枝、劉曉彤、祝文君、歐倩怡、殷櫻；Part6 郭晉安、陳豪、王喜、馬浚偉、林保怡、關禮傑、馬德鐘、魏駿傑、陳慧珊、宣萱、張可頤、佘詩曼、黎姿、郭可盈、滕麗名、向海嵐、郭羡妮、吳美珩
- 萬紫千紅 制造精彩：陳百祥、陳慧珊、陳文媛、滕麗名、黎姿、吳美珩、廖碧兒、陳松伶、康華、鍾子淇、利嘉兒、姚瑩瑩、歐倩怡、湯盈盈、駱達華、王賢誌、劉家聰、魯文傑、蘇嘉敏、郭卓樺、元華、韓君婷
- 千變萬化 全為了您：汪明荃、馬國明、唐文龍、麥長青、黃宗澤、劉愷威、林韋辰、安德尊、蔡子健、黎諾懿、陳宇琛、李雨陽、李逸朗、高皓正、吳展濠、張松枝、李天翔、李思捷、敖嘉年、胡諾言、揚明、林敬剛、蔣志光、李永豪、黃澤鋒、蔡康年、李中希、唐詩詠、袁彩雲、姚子羚、鍾麗淇、汪琳、陳琪、祝文君、劉曉彤、劉錦玲、黃泆潼
- 星光匯聚 人才輩出：薛家燕、胡楓、黎宣、白茵、Joe Junior、朱維德、馬海倫、許文翹、羅貫峰、李霖恩、張國洪、呂珊、傅劍虹、黃子衡、崔建邦、羅君左、河國榮、鄧梓峰、蕭亮、梁雪湄、蓋世寶、殷櫻、張潔蓮、胡家惠、楊婉儀、江芷妮、陳霽平、王從希、陳凱怡、馬小靈、尤程、朱凱婷、潘芳芳、楊卓娜、黃安琪、吳幸美、李樂詩
- 輝煌成就　高瞻遠矚：參見台慶劇
- 賀壽節目 精益求精：郭晉安、宣萱、石修、陳宇琛、洪天明、梁思浩、吳家樂、阮兆祥、鄧兆尊、劉永健
- 台前幕後 上下一心：曹敏莉、戚黛黛、李詩韻、王喜、魏駿傑、關禮傑、張美妮、鍾子淇、杜大偉、曹永廉、鍾沛枝、陳敏之、劉永健、黃德斌、章志文、劉綽琪
- 慶高采烈 做得更好：馬浚偉、陳豪、張可頤、林保怡、郭可盈、佘詩曼、胡杏兒、向海嵐、宣萱、郭羡妮、馬德鐘、楊思琦
- 歌唱表演：陳慧琳

- 普世歡騰賀台慶（開場表演）：全體藝員
- 非同凡響勁Horn歌：鄭少秋、向海嵐、鍾嘉欣、郭羨妮、楊怡、楊婉儀、葉璇、蒙嘉慧、唐寧
- 萬眾足木齊祝賀：佘詩曼、林保怡、陳豪、黎姿、陳穎妍、黃泆潼、張潔蓮、姚嘉妮、鍾禧文、羅敏莊、陳敏之、張美妮、韓君婷、陳霽平、蔡潔雯、嘉碧儀、李泳豪、楊英偉、陳少邦、揚明、黃德斌、歐錦棠、陳宇琛、陳山聰、黃子衡、許文翹、李忠希、黃澤鋒
- 22世紀生日快樂：宣萱、郭晉安、陳百祥、錢嘉樂
- 雷霆萬鈞星之匯：吳卓羲、胡杏兒、黃宗澤、胡定欣、魏駿傑、石修、蓋鳴暉、伍詠薇、楊思琦、唐詩詠、吳幸美、朱凱婷、張國洪、杜大偉、葉暐、蘇敏聰、李詩韻、李天翔、林敬剛、敖嘉年、章志文、寧進、蕭徽勇、陸駿光、趙永洪、張智軒、洪巧玲、鍾沛枝、陳凱怡、殷櫻、祝文君、張國威、陳堃、麥子樂、裘卓能、許志明
- 青春舞曲尋夢圓：胡楓、薛家燕、馬德鐘、吳美珩、黎諾懿、陳鍵鋒、馬國明、蔡淇俊、司徒瑞祈、崔建邦、胡諾言、劉家聰、楊秀惠、徐子珊、胡定欣、符思思、沈穎婷、關伊彤、楊施詩、陳自瑤、李思欣
- 風姿綽約空中舞：林峯、曹敏莉、廖碧兒、鄧健泓、吳家樂、蔡子健、鄭世豪、楊鴻俊、盧永匡、劉天龍、黃俊紳、趙敏通
- 奀枝慾孽：參見台慶劇

- 姿彩萬千賀台慶（開場表演）：黎姿、林保怡
- 年年有魚意吉祥：沈殿霞、胡杏兒、徐子珊、楊怡、楊思琦、廖碧兒、鍾嘉欣
- 隆重一叮：參見台慶劇
- 舞台劇表演：張學友、周迅

- 走在最前星輝匯：全體
- 阿姐廚房萬壽宴：汪明荃、鄭裕玲、薛家燕、郭晉安、鄭嘉穎、黃宗澤、吳卓羲、陳百祥、許冠文、譚詠麟
- 鼓舞昇平壽無疆：陳百祥、黃德斌、高皓正、黃長興、黃長發、陳少邦、李天翔、王貽興、羅貫峰、王祖藍、陳志健、張頴康、周永彪、梁皓彤、王德基、陳良韋、陳法拉、陸詩韻、朱慧敏、麥雅緻、林莉、葉翠翠、周家怡、鍾禧文、謝珊珊、孫慧雪、謝兆韵、黃卓慧、沈穎婷、周寶霖、陳文靜、李穎芝、曾愛媚、黃瑩、陳敏芳、李美慧、傅韻如、徐玟晴、岑潔儀、樂瞳
- 男色魅影歌舞團：曾志偉、林敏驄、蔣志光、阮兆祥、鄧梓峰、黎諾懿、高鈞賢、蔡淇俊、馬國明、劉家聰、楊江夏、彭冠期、司徒瑞祈
- 翡翠紅人館：參見台慶劇

- 全體藝員進場
- 全城賀壽舞得揮：謝天華、吳家樂、高鈞賢、黃長興、袁偉豪、郭羨妮、陳敏之、楊思琦、曹敏莉、周家蔚
- 魔法影幻真人show：黃翠翠、鄧健泓、王貽興、陳敏之等
- 熱爆巨星演唱會：王祖藍、李思捷、阮兆祥
- 飛天鼓舞壽南山：吳卓羲、徐子珊、馬國明、陳法拉、黃德斌、李思欣、蔡淇俊、陳山聰、黎諾懿、司徒瑞祈、高皓正、彭冠期、楊秀惠、敖嘉年
- 翡翠40星光廊：參見台慶劇
- 演唱：庚澄慶、劉家昌、衛蘭

- 開場歌舞：全體
- 生日彈高go go goal：陸詩韻、宋熙年、司徒瑞祈、蔡淇俊、姚子羚、黃長興、洪天明、單俊偉、黃長發
- 街頭熱咖啡雨中舞：汪明荃、徐子珊、王君馨、胡定欣、陳法拉、李詩韻、楊秀惠、謝天華、吳卓羲、吳家樂、袁偉豪、羅天宇、蕭正楠
- 金鑽情歌忘不了：鄭嘉穎、佘詩曼、胡楓、吳君麗、石修、李琳琳、伍衛國、呂有慧
- 扮嘢天王福祿壽：李思捷、王祖藍、阮兆祥
- 歌舞青春mega show：黃宗澤、林峯、鄧健泓、胡杏兒、鍾嘉欣
- 家好月圓之店長招募大行動：參見台慶劇

- "閃"耀"熱"舞潮人館：廖碧兒、陳法拉、胡定欣、楊秀惠、陳自瑤、周家蔚、王君馨、高海寧、馬賽、張嘉兒、苟芸慧、黃宗澤、謝天華、吳卓羲、鄧健泓、黃長興、袁偉豪、許家傑、羅天宇、洪天明、吳家樂、黎諾懿、曾志偉
- 功夫女將打出火：米雪、關菊英、湯盈盈、陳敏之、陸詩韻、宋熙年、陳爽、陳美詩、李亞男、陳倩揚、鄭欣宜、朱璇、唐詩詠、李思欣
- 驚喜合唱Crossover：佘詩曼、馬浚偉、鄭嘉穎、馬國明、商天娥、石修、陳鴻烈、鄧梓峰、鍾嘉欣、陳茵薇、楊思琦、程可為、謝雪心、雪妮、李香琴
- 扮嘢至尊福祿壽：王祖藍、阮兆祥、李思捷
- 巾幗群雄鼓上飛：鄧萃雯、黎耀祥、陳豪、胡諾言、黃智賢、蔡淇俊、陳山聰、徐榮、楊天經、趙永洪、鄧永健、陳智燊、梁烈唯、司徒瑞祈、游茛維、麥長青、高鈞賢、曹永廉、敖嘉年、郭政鴻、黃家樂
- 由1967年唱起：李克勤
- 巨聲幫唱歌
- 臥虎藏龍唱家班：王君韾、敖嘉年、陳法拉、馬浚偉、胡定欣、周美欣、陳倩揚、鄧萃雯、黎耀祥
- 超級巨B：參見台慶劇

- 開場歌舞：全體
- 公主嫁到/義海豪情演員表演：陳豪、鍾嘉欣、黃浩然、馬國明、關菊英、李香琴、惠英紅、李思欣、黎耀祥、陳法拉、敖嘉年、胡定欣、麥長青、黃智賢、江美儀、MC Jin
- 實力非凡魅力Show：夏雨、謝雪心、秦煌、張國強、石修、魯振順、Joe Junior、呂珊、韓馬利、馬蹄露、陳安瑩、艾威、馬海倫
- 第一屆福祿壽頒獎典禮：李思捷、阮兆祥、王祖藍
- 鼓舞激情Let's Get Wet：何傲兒、馬賽、游茛維、郭田葰、陳智燊、陳志健、鄧永健、王浩信、胡諾言、黎諾懿、謝天華、高鈞賢、蕭正楠、袁偉豪、胡定欣、翟威廉、陳山聰、許家傑、白健恩、黃長興、王君馨、周家蔚、楊秀惠、張嘉兒、沈卓盈、陳自瑤、李亞男、陳爽
- 視帝鬥戲劇場：陳豪、黎耀祥、吳家樂、金剛
- 真假功夫我至叻：陳百祥、金剛、吳家樂、王浩信、冼灝英、羅莽、李嘉、李美慧、翟威廉、梁烈唯
- 超級無敵美容院：參見台慶劇
- 絶世巨聲super voice：林欣彤、劉威煌、陳鴻碩、周志文、周志康、胡鴻鈞、許廷鏗、陳國峰、謝東閔、羅孝勇、吳業坤、林景程、李榮耀、鄺栢廉、金剛、麥長青、商天娥、曾志偉

- 開場歌舞：全體
- 法證先鋒魔法陣：黎耀祥、張可頤、蕭正楠、馬賽、胡定欣、徐子珊、陳展鵬、沈卓盈
- 潛行狙擊真人騷：謝天華、黃宗澤、陳法拉、羅鈞滿、麥嘉倫、林穎彤、楊潮凱、沈震軒
- 美女舞動Chok Chok Chok：陳庭欣、張秀文、葉翠翠、林夏薇、陳美妤、張嘉兒、楊秀惠、馬賽、李亞男、朱璇、湯盈盈、宋熙年、岑麗香、袁嘉敏、莊思明、王君馨、龔嘉欣、劉倩婷、陳茵媺、胡杏兒、惠英紅、張可頤、徐子珊、胡定欣、楊怡、陳法拉、汪明荃
- 華麗美男Chok Chok Chok：趙永洪、黎諾懿、翟威廉、蔡淇俊、許家傑、李晉強、高鈞賢、陳智燊、黃長興、吳家樂、王祖藍、李思捷、阮兆祥、黎耀祥、謝天華、陳豪、黃宗澤、馬國明、吳卓羲、林峯、鄭嘉穎、曾志偉、陳百祥
- 極速台慶四人組：歐陽靖、陳奐仁、吳業坤、林盛斌
- 萬千星輝福祿壽之未來先生選舉：王祖藍、李思捷、阮兆祥
- 功夫巨星女拳會：錢嘉樂、劉璇、何佩珉、阮政峰、容天佑、曾海昌、羅浩銘、譚坤倫、陳志忠、劉萬良、黃鍵麟
- 超級巨星音樂學院：林欣彤、劉威煌、周志文、周志康、胡鴻鈞、許廷鏗、陳國峰、鄧小巧、駱胤鳴、謝東閔、羅孝勇、商天娥、陳百祥、關菊英、薛家燕
- 登登登對獎門人：參見台慶劇

- 古裝街/民初街表演：羅鈞滿、陳國鋒、翟威廉、梁烈唯、楊明、張景淳、羅孝勇、羅天宇、馮允謙、徐榮、張穎康、楊潮凱、魏焌皓、吳業坤、黃建東、林溥來、張振朗、馬賽、張美妮、樂瞳、楊秀惠、龔嘉欣、劉俐、蔣家旻、許亦妮、李綺雯、李思雅、古明華、麥長青、陳展鵬、黃浩然、唐詩詠、關菊英、黃智雯、商天娥、黎耀祥、薛家燕、謝天華、周志康、林師傑、袁偉豪、胡諾言、黃長興、沈震軒、黃智賢、黎諾懿、蕭正楠、敖嘉年、徐子珊、朱晨麗、麥美恩、李雪瑩、李亞男、高海寧、苟芸慧、林夏薇、王君馨、陳煒、朱璇
- 翡翠好聲音：陳庭欣、李璧琦、李施嬅、唐詩詠、陳倩揚、楊思琦、黃智賢、曹永廉、陳智燊、王浩信、敖嘉年、黎國輝(阿感)、關菊英、黃浩然、鍾嘉欣、陳展鵬、謝天華、薛家燕
- 女神愛上網：岑麗香、朱晨麗、李雪瑩、苟芸慧、徐子珊、朱璇、高海寧、黃智雯
- 星聲台慶劇：商天娥、田蕊妮、鍾嘉欣、薛家燕、朱咪咪、鄭裕玲、李司棋、陳敏之、郭晉安、陳豪、黎耀祥、陳百祥、謝天華、古明華、陳錦鴻、王祖藍、麥長青、鄭嘉穎
- 飛躍壹廠大地：黃長興、溫家偉、狄易達、陳國鋒、沈震軒、林師傑、羅鈞滿
- 萬千星光福祿壽：阮兆祥、李思捷、王祖藍、李司棋、廖偉雄
- 『剛』男Style：陳國鋒、袁偉豪、瞿威廉、謝東閔、張頴康、周志康、羅孝勇、梁烈唯、沈震軒、羅天宇、羅鈞滿、馮允謙、楊潮凱、魏焌皓、楊明、張景淳、許家傑、陳茵媺、黃智雯、李國麟、秦煌、胡楓
- 星級育嬰學院：參見台慶劇
- 美女generation next：林穎彤、蔣家旻、黃翠如、樂瞳、何傲兒、高海寧、荀芸慧、岑麗香、許亦妮、莊思明、朱屒麗、李雪瑩、朱璇、林夏薇、姚子玲、梁嘉琪、龔嘉欣、王君馨、麥美恩、程可為、韓馬利、羅蘭

- 開場歌舞：許廷鏗、鄭俊弘、王君馨、鄭世豪、吳若希、謝文欣、羅鈞滿、胡鴻鈞、姚兵、鍾嘉欣
- 《老表，你好嘢！》演員演出：胡楓、羅蘭、朱咪咪、黃光亮、張繼聰、陳明恩、王祖藍、李亞男、小寶、林盛斌、王菀之
- 魔術表演：甄澤權、陳展鵬、胡杏兒、陳豪、李行齊、黎耀祥、陳凱琳
- 一場激戰：阮兆祥、吳業坤、何遠東等
- 懸浮舞動派：林峯、徐子姍、朱晨麗、岑麗香、黃心穎、李亞男、張名雅、朱千雪、張曦雯、陳庭欣、袁偉豪、翟威廉、林師傑、周志文、周志康、鄧永健、羅天宇、何君誠、許家傑、錢嘉樂
- 足球花式表演：李思雅、劉佩玥、吳家樂、陸浩明、陳國峰、歐陽巧瑩、呂慧儀、廖仲謙、許家傑、阿感、張嘉兒、李礎業、張秀文、沈震軒、沈卓盈、陳自瑤、龔嘉欣、狄易達、陳百祥
- 萬千星輝前哨戰
- 歌手合唱勁歌Medley：譚詠麟、顧芮寧、鄧健明、雷有輝、謝安琪、鄧紫棋、王菀之、張繼聰、鄭世豪、羅鈞滿、AOA、鄒文正、姚兵、Robynn and Kendy、連詩雅、江海迦、Dear Jane、藍奕邦、狄易達、周美欣、王梓軒、蔚雨芯、C AllStar、SuperGirls、許廷鏗、胡鴻鈞、吳若希、謝文欣、鄭俊弘、馮允謙、張致恆、王君馨、林欣彤、吳若希、Hotcha

- 開場表演：劉佩玥、張秀文、李佳芯、張名雅、歐陽巧瑩、黃心穎、湯洛雯、莊思明、鄧佩儀、岑杏賢、蔚雨芯、林夏薇、樂曈、張曦雯、蔣家旻、彭慧中、何雁詩、林穎彤、許家傑、羅鈞滿、狄易達、何君誠、羅天宇、周志文、周志康、林師傑、陳國峰、羅孝勇、吳業坤、溫家偉、翟威廉
- 飛虎使徒密令：陳百祥、梁烈唯、許家傑、何君誠、何俊軒、沈震軒、黃長興、彭懷安、姚浩政、司徒暉、陳俊堅、佘詩曼、陳敏之、鍾景輝
- M Club Hula Hoop：江欣燕、陳嘉寶、吳嘉熙、吳燕菁、王敏奕、賴慰玲、陳瀅
- 名門愛鬥戲：黎耀祥、曹永廉、陳國邦、黃浩然、蕭正楠
- 奬門魔法陣：李行齊、王祖藍、李亞男、曾志偉、林盛斌、林曉峰、金剛、錢嘉樂、張繼聰、蔣志光
- 老表歌舞團：郭晉安、王祖藍、王菀之、張繼聰、鍾景輝、林盛斌、蔣志光、韋綺姍、小寶、陳明恩、李亞男、吳沚默、梁嘉琪、潘冠霖
- 巨星演奏廳：李克勤、田蕊妮、森美、許廷鏗、鄭俊弘、鄭世豪、胡鴻鈞、吳若希、羅鈞滿
- 其他參與：胡定欣、邵美琪、敖嘉年、謝東閔、黃毅進、姚宏遠、容天佑、曾海昌、施駿喆、葉家泓、林玥、焦浩軒、陳家良、袁鎮業、周梓盈、鍾鈺精、沈愛琳、李旻芳

- 電視城介紹：陳百祥、森美、王君馨、麥長青、劉佩玥、衛志豪、張曦雯、許家傑、張頴康、區永權、翟威廉、陳自瑤、沈卓盈、麥美恩、陳靖雲、梁烈唯、梁嘉琪、王卓淇、彭慧中、魏焌皓、姚宏遠、張振朗、莊思敏、麥明詩、陳欣庭、張繼聰、張名雅、楊明、王浩信、黃心穎、陳煒、蔣家旻、劉溫馨、李佳芯、陳國峰、阮政峰、張景淳、陳山聰、泰臣、吳業坤、宋熙年、張秀文、溫家偉、李晉強、王祖藍(配音)
- 大姐花旦歌舞團：岑麗香、高海寧、陳凱琳、朱晨麗、黃心穎、龔嘉欣、何雁詩、李佳芯、邵珮詩、蔡思貝、劉佩玥、劉溫馨、王子涵、鄧佩儀、羅蘭、朱咪咪、麥玲玲
- 勁秋靚聲王：鄭少秋與48位小生花旦（陳山聰、楊明、黃子恆、黃長興、黃家樂、吳家樂、翟威廉、謝東閔、羅天宇、林師傑、羅鈞滿、許家傑、溫家偉、阮政峰、李晉強、周志康、李豪、陳國峰、魏焌皓、何廣沛、張景淳、郭子豪、李晉強、張頴康、黃智雯、麥明詩、吳若希、林夏薇、陳煒、姚子羚、王君馨、張嘉兒、沈卓盈、李璧琦、陳自瑤、蔣家旻、張曦雯、宋熙年、陳欣庭、何艷娟、樂曈、呂慧儀、楊秀惠、湯洛雯、麥美恩、王卓淇、彭慧中、岑杏賢）
- 估你唔到Can Can舞：古明華、吳業坤、梁烈唯
- 我係要鬥戲：參見台慶劇
- 人馬疊疊衝衝衝：黃智賢、洪永城、陳山聰、胡諾言、林盛斌、麥長青、唐詩詠、王君馨等
- 4個小生去法庭：參見台慶劇
- 電視金曲龍鳳唱：蕭定楠、田蕊妮、胡定欣、許廷鏗、鄭俊弘、鍾嘉欣
- 男團新魅力：王浩信、鄭俊弘、胡鴻鈞、許廷鏗、梁烈唯、張振朗
- 其他參與：江美儀、胡楓、何君誠、陸浩明、譚嘉儀、楊詩敏、陳俊軒、盧偉文、焦浩軒、張詩欣、葉家泓等

- 肚皮舞表演：陳煒、陳自瑤、高海寧、張秀文、李天縱、蘇可欣
- 鋼琴表演：胡鴻鈞、鄧佩儀、張寶兒、陳睿雯、李施嬅
- 盛女三條Queen：康華、樊奕敏、馬蹄露、羅天宇、許家傑、周志康、郭子豪、何廣沛、周嘉洛、余德丞、吳業坤、黃得生、傅嘉莉、樂瞳、譚嘉儀、譚凱琪、林泳淘、歐陽巧瑩、蔚雨芯
- 越戰越強真功夫：羅蘭、伍允龍、鄭俊弘、梁烈唯、阮政峰、李美慧、何佩珉、陳國峰、羅浩銘、林師傑、楊潮凱
- 呼拉圈表演：龔嘉欣、麥皓兒
- 智靚合唱團：黃智雯、王君馨、陳凱琳、蔡思貝、朱晨麗、張秀文、湯洛雯、黃心穎、邵珮詩、麥明詩、林凱恩、陳庭欣、劉佩玥、劉溫馨、簡淑兒、馮盈盈、劉穎鏇、陳雅思、張寶兒、陳睿雯、魏韵芝、蘇可欣、葉蒨文、阮嘉敏、程皓、單文柔、蘇韻姿
- 爆笑不離三兄弟：蔣志光、楊明、韋家雄
- 最佳對手搞搞震：參見台慶劇
- 魔術：黎諾懿、阮政峰、滕麗名
- 超躍飛騰Jumping Man：黃長興、何君誠、翟威廉、陳偉洪、黎振燁、丁子朗、伍禮騫、胡㻗、鍾君揚、麥凱程、馬俊傑
- 至八鬥一番：薛家燕、江美儀、謝雪心、陳煒、方伊琪、湯盈盈、江欣燕、麥玲玲、楊秀惠、呂慧儀、張美妮、莊思敏、譚玉瑛、宋熙年、李璧琦、楊詩敏
- 口消王：張繼聰、蔣志光、單立文、袁偉豪
- 福祿壽講呢啲：李思捷、阮兆祥、王祖藍
- 其他參與：麥長青、吳家樂、謝東閔、黃德斌、朱智賢、朱千雪、張曦雯、麥美恩、姜大衛、劉江、陳浚霆、陳俊堅、梁彥宗、泰臣、黃榮燊、陳婉衡、朱斐斐、雪妮、楊家寶、蘇恩磁、楊嘉欣、陳碧雲、葉家泓、關梓陽、譚焯升等

- 開場歌舞：全體（Part1 汪明荃、何廣沛、朱智賢、張寶欣、歐陽巧瑩、單文柔、張景淳、王卓淇、丁子朗、伍樂怡、林凱恩 等；Part2 蕭正楠、馮盈盈、張秀文、張寶兒、Ben Sir、林穎彤、林盛斌、陳百祥、曾志偉、王祖藍、李思捷、阮兆祥、林曉峰、C君、陸永、吳家樂、張美妮、黃建東、何遠東、區永權；Part3 袁偉豪、黃子恆、鄧佩儀、麥明詩、楊潮凱、謝東閔、吳業坤、劉穎鏇、胡楓、羅蘭、王君馨、劉佩玥、陳展鵬、胡定欣、黎耀祥、黃長興、郭子豪、田蕊妮；Part4 黎諾懿、鄭俊弘、張振朗、陳庭欣、蔣家旻、江嘉敏、羅天宇、吳美幸、馬貫東、周嘉洛、吳偉豪、歐瑞偉、李偉健、薛家燕、肥媽、李家鼎、譚玉瑛、陸浩明、徐榮、呂慧儀、蘇韻姿、邵珮詩、鄭世豪、許家傑、阮政峰、張名雅、胡㻗、吳嘉儀 等；Part5 王浩信、黃智雯、姚子羚、高海寧、黃心穎、朱晨麗、張曦雯、湯洛雯、陳山聰、袁文傑、楊明、胡諾言、梁烈唯、吳若希、菊梓喬、譚嘉儀、莊思敏、馬國明、胡鴻鈞、關菊英、岑麗香、陳凱琳、蔡思貝、洪永城、江美儀、曹永廉、龔嘉欣、陳煒、陳自瑤、譚凱琪、黎振燁、趙希洛、傅嘉莉、陳敏之、翟威廉 等；Part6 郭晉安、陳豪、黎耀祥、陳展鵬、馬國明、蕭正楠、王浩信、袁偉豪、黃智賢、黎諾懿）
- 50周年問答大賽
- 50小生歌舞表演：陳展鵬、王浩信、馬國明、袁偉豪、蕭正楠、洪永城、黃智賢、黎諾懿、楊明、譚俊彥、何廣沛、黄子恆、張頴康、陳山聰、張振朗、袁文傑、吳家樂、胡諾言、黃嘉樂、梁烈唯、楊潮凱、張景淳、魏焌皓、翟威廉、許家傑、黃長興、徐榮、羅天宇、李豪、何君誠、馬貫東、張彥博、胡鴻鈞、鄭俊弘、吳業坤、謝東閔、陳國峰、周志康、伍富橋、鄭世豪、區永權、余德丞、吳偉豪、郭子豪、黎振燁、丁子朗、鍾君揚、麥凱程、胡㻗、馬俊傑
- 50花旦歌舞表演：汪明荃、田蕊妮、胡定欣、呂慧儀、趙希洛、王君馨、黃智雯、莊思明、張秀文、陳庭欣、朱晨麗、張名雅、朱千雪、岑杏賢、湯洛雯、黃心穎、朱智賢、陳凱琳、蔡思貝、劉佩玥、歐陽巧瑩、黃碧蓮、邵珮詩、王卓淇、麥明詩、林凱恩、陳雅思、張寶兒、馮盈盈、蘇韻姿、劉穎鏇、單文柔、雷莊𠒇、何依婷、張寶欣、張曦雯、岑麗香、鄧佩儀、黃翠如、李佳芯、譚凱琪、姚子羚、龔嘉欣、陳自瑤、唐詩詠、陳敏之、傅嘉莉、莊思敏、江嘉敏、蔣家旻
- 福祿壽 Hidden Hero：王祖藍、李思捷、阮兆祥、羅樂林、歐瑞偉、劉江、楊證樺、何綺雲、秦煌、韓馬利、戴耀明、蘇恩磁
- 50周年藝員訓練班面試日：參見台慶劇
- 演唱：丁噹、周柏豪、Lyn
- 嘉賓：呂良偉、任達華
- 其他參與：黎芷珊、沈卓盈、李璧琦、黃庭鋒、伍禮騫、譚永浩、盧峻峯、董敬文、鍾晴、阮嘉敏、唐嘉麟、梁嘉駿、陳戩浩、余根富、鄧嘉傑、何晉樂、鄭雋熹、梁百川、吳天佑、李顯曜、蘇逴殷、羅永健、周嘉全、鄒兆霆、程浩駿、樓嘉豪、簡家麒、彭翔翎、陳嘉慧、黎寬怡、孟苑榕、邱晴、黃凱琪、葉家泓、范仲恒、鍾鈺精、沈愛琳等

- 音樂表演：劉佩玥、張寶兒、黃建東、江嘉敏、謝芷倫、鄧佩儀、陳睿雯、區永權、郭子豪、鍾君揚、丁子朗、蘇韻姿、彭紀諺、袁鎮業、劉天龍、譚永浩、王卓淇、趙希洛、謝文欣、尹詩沛、戴祖儀、孔德賢、張明偉、陳健康、谷婭溦、李龍基、方紹聰、麥凱程、陳俊堅、張彥博、翟威廉、楊潮凱等
- 《兄弟》及《跳躍生命線》劇組表演：王浩信、伍允龍、楊明、朱晨麗、劉穎鏇、馬德鐘、何廣沛、劉佩玥、張彥博、郭子豪、羅天宇、陳偲穎、李佳芯、菊梓喬
- 《BB來了》劇組表演+BB爬行比賽：黎諾懿、李佳芯、高海寧、徐榮、吳家樂、黃長興、姚嘉妮、楊卓娜、孫慧雪、賴慰玲、李漫芬
- 《美女廚房》歌唱：張振朗、蕭正楠、林盛斌、黃碧蓮、伍樂怡、邱晴、陳詩欣、鍾晴、阮嘉敏、魏韵芝
- 黃智雯及50位年輕藝員跳舞（李寶君、葉蒨文、丁樂鍶、鄧伊程、吳嘉儀、李芷晴、陳苑澄、邵珮詩、張寶兒、馮盈盈、蘇韻姿、何依婷、黃凱儀、王虹茵、鞏姿希、何泳芍、林凱恩、林希靈、李明芙、余思霆、李寶珊、丁子田、朱智賢、麥明詩、劉穎鏇、王子涵、鄧卓殷、鄺潔楹、簡家麟、鄧嘉傑、劉子碩、譚永浩、林浩文、鄭雋熹、鍾君揚、周嘉洛、方紹聰、胡㻗、袁鎮業、焦浩軒、黃庭鋒、孔德賢、程浩駿、陳俊堅、馬俊傑、吳偉豪、麥凱程、樓嘉豪等）
- 是咁的DO姐閣下：參見台慶劇
- 演唱：鄭伊健、周柏豪
- 其他演出：譚俊彥、陳煒、蔣家旻、林淑敏、湯洛雯、姚子羚、李施嬅、譚凱琪、傅嘉莉、陳瀅、龔嘉欣、張秀文、蔡思貝、陳庭欣、朱千雪、歐陽巧瑩、李天縱、姜麗文、林穎彤、譚嘉儀、何雁詩、吳若希、吳沚默、李君妍、譚嘉儀、陳雅思、陳山聰、黃子恆、歐瑞偉、梁烈唯、許家傑、泰臣、黎振燁、黃嘉樂、黃庭峰、謝東閔、陳國峰、林溥來、吳偉豪、馬貫東、周奕瑋、阮政峰、胡諾言、蘇可欣、林師傑、呂慧儀、湯盈盈、岑杏賢、朱凱婷、張頴康、李思雅、林宣妤、楊嘉欣、林伊麗、于淼、鄭世豪、張致欣、彭翔翎、方詩揚、何佩珉、林景程、陳戩浩、張名雅、陳嘉慧、鍾鈺精、梁百川等

- 開場：鄧佩儀、江嘉敏、梁敏巧、湯洛雯、簡淑兒、蘇韻姿、鄧伊程、招浩明、陳山聰、譚嘉儀、谷婭溦、謝東閔、譚永浩、劉子碩、趙希洛、譚凱琪、尹詩沛、羅泳嫻、丁子朗、張彥博、陳婉衡、伍樂怡、菊梓喬、劉佩玥、王卓淇、謝采芝、何廣沛、羅天宇、郭子豪、戴祖儀、林穎彤、黃美棋、陳欣茵、杜穎珊、徐文浩、曾展望、林正峰、馬景華、李嘉豪、王虹茵、羅泳怡、林溥來、翟威廉、區永權、梁証嘉、孔德賢、伍富橋、劉丹、單立文、李偉健、鄭世豪、周嘉洛、吳偉豪、張景淳、許家傑、林淑敏、呂慧儀、湯盈盈
- 群星對唱大激鬥：陳豪、陳展鵬、王浩信、袁偉豪、譚俊彥、馬國明、黃智賢、鄭俊弘、胡鴻鈞、楊明、余德丞、羅天宇、唐詩詠、胡定欣、李佳芯、陳煒、姚子羚、田蕊妮、陳敏之、蔡思貝、林穎彤、吳若希、連詩雅、江嘉敏
- 跳舞表演：張振朗、麥秋成、蕭百成、馮柏堯、馮子亮、吳星疇、施焯日、黎文傑、傅啟濠、周亦鵬、陳銳峰、李紹堅、文竣瑋、陳嘉維、廖家爵、蕭文諾、陳嘉俊、鄔嘉駿、羅毓儀、林慧君、吳天兒、林可悅、李泓靖、黎康琪、馬貫東、周嘉洛、吳偉豪、黃庭鋒、丁子朗、焦浩軒、余德丞、張彥博、郭子豪、何廣沛、羅天宇、黃智雯、黎諾懿
- 真假遊戲：蕭正楠、曹永廉、黃翠如、洪永城
- 眾女神舞后大展身手：高海寧、鄧卓殷、劉溫馨、吳沚默、杜穎珊、鍾晴、王君馨、鍾君揚、陳偉洪、關梓陽、李嘉豪、王虹茵、蔡嘉欣、陳曉華、張曦雯
- 歷屆香港小姐,國際中華小姐舞賀台慶：蔡思貝、劉佩玥、鄧佩儀、朱智賢、余思霆、張秀文、陳庭欣、馮盈盈、劉穎鏇、黃嘉雯、古佩玲、黃碧蓮、林凱恩、邱晴、王菲、張寶兒、葉蒨文、劉溫馨、李芷晴等
- 歌曲表演：周柏豪、菊梓喬
- 其他參與：胡諾言、方紹聰、李顯曜、程浩駿、馬俊傑、吳天佑、陳俊堅、李嘉晉、范仲恒、朱晨麗、李君妍、魏韵芝、林伊麗、胡美貽、黎寬怡、陳嘉慧、沈愛琳、蕭凱欣、鍾梓甜、阮嘉敏、廖倬竩、程皓、蘇可欣、梁雯蔚、杜愛恩、李明芙

- 開場：周嘉洛、吳偉豪、鄭衍峰、吳天佑、黃庭鋒、余德丞、余應彤、伍富橋、劉溫馨、王菲、游嘉欣、古佩玲、陳曉華、陳詩欣、陳嘉慧、伍樂怡
- 台慶送大禮：汪明荃、鄭裕玲、陳百祥
- 歷屆香港小姐表演：朱晨麗、陳偉琪、陳楨怡、蔡嘉欣、廖慧儀、梁敏巧、蘇韻姿、鞏姿希、伍樂怡、謝恩靈、簡淑兒、黃碧蓮、鄧卓殷、郭柏妍、謝芷倫、古佩玲、黃嘉雯、陳熙蕊、陳苑澄、王菲、謝嘉怡
- 愛·回家拍手舞：單立文、湯盈盈、袁文傑、滕麗名、張景淳、呂慧儀、林淑敏、歐瑞偉、許家傑、鄭世豪、李偉健、周嘉洛、吳偉豪、焦浩軒、張明偉、苏韻姿、吳卓衡、羅永健、林浩文、葉蒨文、陳浚霆、趙希洛
- 出「力」唱歌：谷婭溦、譚嘉儀、菊梓喬、連詩雅、王灝兒、周柏豪、胡鴻鈞
- 盲猜真盲俠+唔係我對手：汪明荃、鄭裕玲、林盛斌、余德丞、農夫、張振朗、蔡思貝、張曦雯、黃翠如、袁偉豪、黃智雯、蕭正楠、黎耀祥、陳展鵬、曹永廉、黃智賢、陳豪、洪永城、馬國明、何廣沛、張穎康
- 歌唱表演：胡楓、薛家燕、謝雪心、Joe Junior、安德尊、王俊棠、方伊琪、楊玉梅、王綺琴、張美妮、何綺雲
- 功夫表演：楊盼盼、郭子豪、鄭俊弘、阮政峰、鄧卓殷、李君妍、伍富橋、譚坤倫、羅浩銘、陳苑澄、杜穎珊、王虹茵、容天佑、劉頌鵬
- 聲夢傳奇參賽者亮相：炎明熹、張馳豪、林君蓮、鍾柔美、詹天文、姚焯菲、黃奕斌、何晉樂、潘靜文、孫漢霖、林沚羿、文凱婷、蔡愷穎、林智樂、冼靖峰
- 星級廚神：陳敏之、陸浩明、黎諾懿、黃智賢、陳煒、王敏奕
- 歌曲表演：楊千嬅
- 其他參與：楊明、郭晉安、胡定欣、譚俊彥、鄧佩儀、唐詩詠、陳山聰、李施嬅、張彥博、姚子羚、黃子恆、湯洛雯、許家傑、鄭子誠、朱敏瀚

- 歌星隊：草蜢、陳柏宇、馮允謙、林奕匡、吳浩康、鄭俊弘、海俊傑、Supper Moment、吳業坤、曾比特、涂毓麟、張馳豪、何晉樂、孫漢霖、林智樂、冼靖峰、唐浩嘉、何展睿、藍杰；李幸倪、江海迦、泳兒、王灝兒、鄭欣宜、菊梓喬、林二汶、吳若希、林欣彤、連詩雅、鄭融、衛詩、谷婭薇、譚嘉儀、糖妹、戴祖儀、曾樂彤、艾妮、施匡翹、炎明熹、姚焯菲、鍾柔美、詹天文、文凱婷、潘靜文、林沚羿、蔡愷穎、林君蓮、羅凱鈴、陳明熹、曾若華、龔柯允、周子涵、陳逸璇、戴鎧霖
- 藝員隊：陳豪、馬國明、陳展鵬、王浩信、袁偉豪、譚俊彥、蕭正楠、黃智賢、李思捷、李家鼎、張振朗、黎諾懿、洪永城、曹永廉、何廣沛、周嘉洛、吳偉豪、馬貫東、郭子豪、羅天宇、張彥博、孔德賢、林正峰、朱敏瀚、方紹聰、黃庭鋒、焦浩軒、狄易達、阮政峰、余應彤、黃建東、陳俊堅、譚永浩、袁鎮業、伍禮騫、招浩明、簡家麒、鄧智堅、關曜儁、葉泓聲、陳國麟、李俊華、馮子亮、劉展霆、李鉅峰、羅永健、陳嘉俊、吳卓衡、劉頌鵬、李顯曜、鄒兆霆、馬俊傑、陳戩浩、邵展鵬、蕭文諾、吳子冲、施焯日、黃浩霆、陸煥恆、易宇航、余富根、文竣瑋、林子超、鄭雋熹、鄔嘉駿、許俊豪、李紹堅、林浩文、丘梓謙、盛勁為、鄭衍峰、葉家泓、李梓謙、陸煥恆、黃一鳴、陳煒迪、葉進康、蔡景行、吳兆麟、鍾肯盛、區俊賢、布樂文、黎瑞業、周百恩、林家樂、宋懿芳；蔡思貝、李佳芯、黃智雯、湯洛雯、胡定欣、唐詩詠、姚子羚、陳煒、龔嘉欣、朱晨麗、黃翠如、陳自瑤、張曦雯、張秀文、高海寧、劉佩玥、何依婷、簡淑兒、王敏奕、林凱恩、彭慧中、賴慰玲、蔣家旻、古佩玲、傅嘉莉、蘇韻姿、游嘉欣、江嘉敏、鄺潔楹、陳庭欣、陳曉華、王子涵、蔡嘉欣、陳詩欣、關嘉敏、陳嘉慧、黃婧靈、謝芷倫、朱智賢、吳沚默、黃美棋、陳善渝、杜穎珊、曾淑雅、王虹茵、梁敏巧、王菲、伍樂怡、邵初、梁凱晴、郭柏妍、廖慧儀、葉蒨文、陳熙蕊、胡美貽、鍾晴、李芷晴、何沛珈、黃嘉雯、李明芙、麥詩晴、楊培琳、黎康祺、吳綺珊、孟希璘
- 歌曲表演：李克勤

- TVBuddy狂想曲：陳瀅、周嘉洛、王灝兒、朱敏瀚、麥美恩、陳展鵬、陳山聰、劉穎鏇、張振朗、賴慰玲、何廣沛、馬國明、郭子豪、方紹聰、李俊華、葉靖儀、林俊其、吳兆麟、胡敏芝、伍韻婷、利穎怡、陳詩欣、呂靜文、林俊其、吳兆麟、陳國麟、葉靖儀、胡美貽、陳若思、伍韻婷、陳嘉俊、曹銦玲、葉進康、黃頌明、黃子桐、湯之欣、周百恩、林子善、馮素波、林穎彤、郭柏妍、羅毓儀、鄧智堅 等
- 聲生不息福祿壽：炎明熹、曾比特、阮兆祥、王祖藍、李思捷、小寶、李亞男
- 魔法舞台HBD：甄澤權、蔣家旻、高海寧、陳自瑤、邵初、鄔嘉駿、吳兆麟、葉衍佑、林家樂
- Beauty and the Beat：樊奕敏、賴彥妤、關楓馨、黎寬怡、黃婉恩、梁允瑜、王嘉慧、林曉彤、劉溫馨、梁敏巧、阮嘉敏、黃嘉雯、何泳芍、伍韻婷、莊思明、梁菁琳、麥皓兒、胡美貽、陳若思、廖慧儀、劉展霆、李紹堅、陳俊堅、葉泓聲、鄭雋熹、丘梓謙、王子蝶、何思懿、張靜婷
- 群聲力量賀台慶：謝雪心、Joe Junior、王俊棠、魯振順、戴耀明、安德尊、韓馬利、林漪娸、馬蹄露、黎燕珊、陳嘉慧、劉佩玥、唐嘉麟、關嘉敏、陳曉華、郭柏妍、張振朗、方紹聰、江嘉敏、林秀怡、羅毓儀、胡楓、張美妮、鄧智堅、張彥博、李家鼎、譚俊彥、陳國麟、鞏姿希、謝嘉怡、黃建東、蔡偉韜、《中年好聲音》參賽者
- 香港小姐再競選：陳懿德、何沛珈、李芷晴、任暟晴、黃洛妍、趙紫諾、林子超、李俊華
- 台慶趣劇
- 唱遊SITCOM元宇宙：李成昌、梁葆貞、顏國樑、陳秀珠、劉丹、鄭子誠、梁思浩、薛家燕、阮兆祥、梅小惠、單立文、湯盈盈、滕麗名、呂慧儀、歐瑞偉、蘇韻姿、陳俊霆、鄭世豪、林淑敏、周嘉洛、李偉健、吳偉豪、許家傑、張景淳、曾展望、林凱恩、丘梓謙、古佩玲、焦浩軒、鍾柔美、詹天文、潘靜文、何晉樂、林智樂、孫漢霖、文凱婷、蔡愷穎
- 參與：陳煒、袁偉豪、黃智賢、陳豪、林正峰、黎諾懿、羅子溢、張頴康、黃子恆、區永權、徐榮、袁文傑、吳家樂、陳浚霆、謝東閔、黃庭鋒、羅天宇、孔德賢、丁子朗、黃智雯、胡定欣、林夏薇、李佳芯、朱晨麗、張曦雯、蔡思貝、湯洛雯、蔣祖曼、姚子羚、蔡潔、戴祖儀、游嘉欣、何依婷、曾淑雅、傅嘉莉、朱智賢、鄺潔楹、吳若希、陳聖瑜、羅樂林、嘉駿、曾展望、鍾志光、黃語芊、周志康、吳天佑、黃婧靈、李君妍、葉蒨文、呂靜文、倪嘉雯、黃頌明、麥詩晴、黃美琪、張國強、姜大偉 等
- 無綫電視為慶祝55周年台慶，早前推出《我揀我想睇》觀眾投票活動，由觀眾於TVB Facebook一人一票在「我們的...」及「難忘記...」兩個系列中，選出最想重溫的經典劇集。為期兩周的投票期昨日(27日)中午12時結束。無綫今日公布投票結果，最終由鄭裕玲(Do姐)及黃子華主演的《男親女愛》(2000年首播)以23.3%總票數成為「我們的...」系列第一位，並落實於11月7日(星期一)深夜起在翡翠台播放高清版本；至於「難忘記...」系列則由苗僑偉(三哥)、翁美玲及劉丹主演的《天師執位》(1984年首播)以29.8%總票數佔據第一位，播放日期稍後公布。
- 盛舞最強：郭富城

## 台慶大獎

### 台慶密碼
由藝員抽出台慶密碼，2012年由衝上雲霄2一眾演員吳鎮宇、張智霖、胡杏兒、陳法拉、吳卓羲、羅仲謙在倫敦抽出台慶密碼，到節目完結前會解開其計算方法，家庭觀眾以電話參與遊戲，其中一名答中者會被抽出得到巨獎。最後一組密碼通常由切蛋糕嘉賓揭曉。

### 台慶大利是
節目內會以抽獎方式送出面額較少的現金獎於數位藝員，由數千至數萬元不等，稱為台慶大利是。

### 台慶送大禮
全台藝員參加的抽獎遊戲是節目另一高潮，早年玩法有家庭觀眾參與，節目初段會邀請當紅藝人抽出家庭觀眾所投寄的來信，被抽中的家庭觀眾需要立即到達演出場地參與遊戲，後期亦有由藝員代表家庭觀眾參與遊戲，而家庭觀眾則不用到達演出的地方，由其他藝員上門拜訪。由於當年樓價並未高企，所以頭獎曾為香港住宅單位，及後香港樓價大升，頭獎便改為中國大陸住宅單位，2000年左右，無綫更一度得不到地產商贊助，故頭獎改為名貴房車。

### 藝員獲獎名單
| 年份   | 大獎 | 二獎 | 三獎 | 台慶大利是 | 附註 |
| 1991年 | - | - | - | - | 只由觀眾抽出名三菱Sigma 及三菱Galant豪華房車 總值$585,960及其他奬品 |
| 1992年 | - | - | - | - | 只由觀眾抽出三菱Sigma豪華房車及$100,000現金 |
| 1993年 | - | - | - | - | 吳國敬及宣萱協助觀眾抽出三菱3000GT 高性能跑車價值$720,000及$300,000樟木頭洋房 吳國敬獲現金$10,000 |
| 1994年 | 三菱Super Exceed （陳嘉輝）                                                                                                | 現金$20,000+手飾$40,000 （袁詠儀）                                                                                                  | - | - | |
| 1995年 | 三菱RVR Super Open Gear價值$343,800 （CD Voice）                                                                           | 儲蓄戶口總值$120,000 （歌星組） | - | - | |
| 1996年 | 現金$200,000 （阮兆祥） | 康泰旅遊券$100,000 （梁榮忠） | - | - | *考眼光獎 真皮禮券$100,000（林保怡） *阮兆祥及梁榮忠協助觀眾抽出三菱FTO跑車價值$339,800 |
| 1997年 | 旺角影樓式商務單位價值$1,900,000 （薛家燕）                                                                                | 三菱Pajero四驅越野車價值$388,000 （譚倩紅）                                                                                         | 墻紙禮券$30,000+現金獎$50,000 （女舞蹈組員） | - | |
| 1998年 | 碧桂園花園洋房一套及會籍總值$500,000 （陳彥行）                                                                            | 三菱Galant VR-4房車總值$388,000 （郭晉安）                                                                                          | 名貴手錶一對總值$127,000 （黃文標） | - | |
| 1999年 | 樟木頭豪華洋房連俱樂部會籍總值$600,000 （郭晉安）                                                                          | 三菱RVR四驅越野車 （谷德昭） | TVB信用卡免找數簽賬額總值$180,000 （謝賢） | 三菱Smart Wagon房車 （郭羨妮） | |
| 2000年 | 番禺豪華洋房連俱樂部會籍總值$500,000 （蔡子健）                                                                            | 三菱GDI Space Wagon多用途車價值$264,800 （鄺文珣）                                                                                  | 儲蓄戶口價值$120,000 （白茵） | - | |
| 2001年 | 樟木頭住宅單位$600,000及現金$150,000 （陳敏之）                                                                            | 三菱Lancer Evolution VII，$369,000 （元華）                                                                                         | 現金$8,0000 （楊明） | - | 2001年，車子在西貢清水灣住所外被偷，其後尋回 （页面存档备份，存于） |
| 2002年 | 樟木頭住宅單位$600,000及現金$60,000 （羅敏莊）                                                                             | 三菱Airtrek Turbo$229,800 （韓君婷）                                                                                                | 現金$10,000 （女排舞師） | $35,000現金 （黃佩珊、趙學而） | |
| 2003年 | 樟木頭住宅單位 （潘芳芳）                                                                                                  | 三菱Grandis七人車 （廖碧兒） | 10萬儲蓄戶口 （利嘉兒） | $36,000現金 （苑瓊丹、陳敏之） | |
| 2004年 | 樟木頭豪華洋房連俱樂部會籍總值$600,000 （唐寧）                                                                            | 儲蓄戶口價值$100,000 （葉璇） | 現金獎價值$50,000禮物價值$30,000 （歐錦棠） | $39,000現金+純銀飾物禮券$10,000 | |
| 2005年 | 儲蓄戶口及TVB信用卡免找數簽賬額總值港幣$380,000 （陳霽平）                                                                 | 中山雅居樂新城電梯洋房一層總值$280,000 （白茵）                                                                                     | smart fortwo carbio開蓬車價值$170,000 （陳百祥）                                                                                                  | $38,000現金 （郭羨妮、崔建邦、楊瑞麟、周麗淇、陳敏之） | 鄧健泓因抽獎期間去了洗手間而未能獲得台慶大利是，結果由陳敏之補上 （页面存档备份，存于） |
| 2006年 | 儲蓄戶口及TVB信用卡免找數簽賬額 總值港幣$390,000 （甄志強）                                                                | $39,000現金 （關禮傑、唐韋琪） | $39,000現金 （關禮傑、唐韋琪） | $20,000現金 （許文翹、曾愛媚） | 巧合一：嘉賓譚詠麟因為翡翠紅人館的關係，在抽出藝員名稱前曾問：嘩！小強在哪裏呀？，隨即抽出綽號小強的甄志強的名字，之後甄志強贏出大獎 巧合二：大獎所在的寶箱正是在剛抽中台慶大利是的千金小姐曾愛媚手中 |
| 2007年 | 儲蓄戶口及TVB信用卡免找數簽賬額 總值港幣$200,000 （江芷妮）                                                                | - | - | $40,000現金 （鄭嘉穎、洋、夏雨） | |
| 2008年 | 儲蓄戶口及TVB信用卡免找數簽賬額 總值港幣$200,000 （王君馨）                                                                | $50,000 （楊思琦） | $25,000 （佘詩曼） | $41,000現金 （何俊軒、崔建邦、何綺雲） | |
| 2009年 | 獎金獎品總值$1,000,000 （包括:儲蓄戶口總值$200,000） （張韋怡）                                                            | 獎金獎品總值$200,000 （佘詩曼） | 獎金獎品總值$100,000 （許文翹） | $42,000現金 （周驄、高鈞賢、陳智燊） | 一：黃澤鋒因抽獎期間不知在哪裡而未能獲得台慶大利是，結果由高鈞賢補上 二：葉翠翠因抽獎期間去了儲物櫃而未能獲得台慶大利是，結果由陳智燊補上                                                             |
| 2010年 | 獎金獎品總值$1,000,000 （包括：儲蓄戶口總值$200,000） （羅鈞滿）                                                           | 獎金獎品總值$200,000 （包括：儲蓄戶口總值$30,000） （陳爽）                                                                         | 獎金獎品總值$100,000 （關菊英） | $10,000現金 （杨英伟、敖嘉年、鄭裕玲、丁樂鍶、劉威煌、陳山聰、鍾嘉欣、劉兆銘、李美慧、蕭正楠） | 本年度共發十封台慶大利是 |
| 2011年 | 獎金獎品總值$1,000,000 （包括：儲蓄戶口總值$200,000） （鄧健泓）                                                           | 儲蓄戶口總值$50,000 （汪明荃） | 儲蓄戶口總值$20,000 （王青） | $10,000現金 （黃祥興、華忠男、薛家燕、錢嘉樂、陳美妤、麥子樂、高海寧、麥皓兒、唐詩詠、湯盈盈、陳庭欣、商天娥） | 本年度共發十二封台慶大利是 李思捷因抽獎期間不知在哪裡而未能獲得台慶大利是，結果由商天娥補上 巧合：在抽出誰可參與台慶大抽獎時，汪明荃抽回自己                                                          |
| 2012年 | 獎金獎品總值$1,000,000 （黎耀祥）                                                                                          | 獎金獎品總值$200,000 （韋家雄） | 獎金獎品總值$100,000 （馮允謙） | 信用卡免找數簽賬額 $10,000 （王祖藍、朱咪咪、翟威廉） $20,000 （鄧英敏、薛家燕） $50,000 （林峯） | |
| 2013年 | 81萬8千的豪華電梯洋房 （郭栢榮）                                                                                           | 33萬房車（黃得生） 48萬的18K白金鑽石項鏈（吳香倫） 萬千星輝射龍門：價值港幣31.2萬的名表（林峯），價值港幣50萬的獎金獎品（關浩揚）。 | 萬千星輝前哨戰：價值港幣15萬的18K金眼鏡（藝員眼中的視後田蕊妮，藝員眼中的視帝馬國明）。 金壽桃及價值港幣20萬獎品（藝員眼中的最具實力演員羅蘭） 。 | “我未夠紅”隊：梁競徽，獎品為TVB股票1000股（約港幣$50,000）。 “我幾窮”隊：陳康健，獎品為壹噸汽油（約港幣$20,000）。 歌星隊：陳穎欣（Super Girls）MV制作費。 價值港幣12萬4千的智能手機套裝及GOTV十年使用權：汪明荃、黎耀祥、胡杏兒、梁競徽、岑麗香、林盛斌、張景淳、羅浩銘、廖仲謙、陳國靖                     | |
| 2014年 | 獎金獎品總值$1,000,000 （黎諾懿）                                                                                          | 獎金獎品總值$200,000 （袁偉豪） | 獎金獎品總值$100,000 （姚宏遠） | $47,000現金 （鍾景輝、陳山聰、陳庭欣、盧大衛） | |
| 2015年 | 獎金獎品總值$1,000,000 （淼）                                                                                              | 獎金獎品總值$200,000 （唐詩詠） | 獎金獎品總值$100,000 （江美儀） | $48,000現金 （田蕊妮、張繼聰、楊卓娜） | |
| 2016年 | 獎金獎品總值$1,000,000 （李嘉）                                                                                            | 獎金獎品總值$200,000 （江欣燕） | 獎金獎品總值$130,000 （歐陽巧瑩） | $49,000現金 （關浩揚、麥長青、湯洛雯） | |
| 2017年 | 獎金獎品總值$1,000,000 （思霆）                                                                                            | 信用卡免找數簽賬額$300,000 （王祖藍）                                                                                               | 信用卡免找數簽賬額$100,000 （彭紀諺） | $50,000現金 （梁競徽、楊潮凱、陳展鵬、徐榮、周志康、單文柔、劉佩玥、張寶欣、麥明詩、蘇韻姿） | |
| 2018年 | 上海商業銀行慧通理財存款戶口總值$510,000 （黃庭鋒）                                                                        | 奬品獎金$200,000 （趙梓喬） | 奬品獎金$100,000 （汪明荃） | $51,000現金 （唐詩詠、周志康、思霆） | |
| 2019年 | 上海商業銀行慧通理財存款戶口總值$520,000 （邱晴）                                                                          | 奬品獎金$200,000 （陳偉洪） | 奬品獎金$100,000 （馬國明、林穎彤） | $52,000現金 （陳敏之、朱智賢） | |
| 2020年 | 上海商業銀行慧通理財存款戶口+千足黃金總值$380,000 （陳曉華）                                                               | 奬品獎金$200,000 （陸浩明） | 奬品獎金$100,000 （黎耀祥） | $50,000現金（羅浩銘） $10,000現金（楊明） $35,000現金（台慶萬歲）：（陳豪、郭晉安、胡定欣） $10,000現金（台慶萬歲）：（黎耀祥、張振朗、姚子羚、黃子恆、彭慧中、許家傑、鄭子誠、朱敏瀚） $53,000現金（台慶萬歲）：（陳山聰、李施嬅、張彥博、連詩雅）                                                          | |
| 2021年 | 上海商業銀行慧通理財存款戶口+千足黃金十兩總值$380,000 （李芷晴）                                                           | - | - | $54,000現金：邵初、曾比特、林溥來（因為未能限時內上台領獎而被取消資格）、譚嘉儀、陳嘉俊、炎明熹、潘靜文、姚子羚、吳卓衡 | |
| 2022年 | 比亞迪電動車總值$280,000+$100,000現金（汪明荃）上海商業銀行慧通理財存款戶口總值$300,000 （江嘉敏、麥皓兒、黃一鳴、陳建文） | 上海商業銀行慧通理財存款戶口總值$150,000 （趙璧渝、余應彤、鄒兆霆、邵展鵬、廖家爵）                                                 | 上海商業銀行慧通理財存款戶口總值$100,000 （張彥博、孟希璘、蔡潔、吳沚默、陳聖瑜）                                                                 | $90,000象牙中國象棋（李顯曜、鄔嘉駿、孔德賢） $10,000鑽石（麥詩晴） 55塊金牌（林秀怡、周志康、林景程、黃美棋、朱智賢、劉丹、單立文、滕麗名、呂慧儀、蘇韻姿、蔡國威、吳紫韻、黃頌明、陳俊堅、姚宏遠、林正峰 等） $20,000現金（黃嘉雯、劉展霆、陳熙蕊、丁子朗、邵展鵬） 機票（羅樂林、鄭世豪、歐瑞偉、許家傑） | |
| 2023年 | 上海商業銀行慧通理財存款戶口總值$420,000（郭珮文）                                                                         | MG電動車259,000（趙紫諾） | - | $380,000象牙麻雀（何沛珈） $100,000虫草（伍富橋） $10,000現金（劉詠彤、梁晶晶、李啟傑、江廷慧、伍韻婷、朱晨麗、鄧伊婷、周百恩、林智樂、潘靜文、蔡愷穎、賴彥妤、林子超、薛家燕） | |
| 2024年 | 上海商業銀行送出理財存款戶口總值$430,000+$500,000（鍾翠詩）                                                                | 東風汽車總值$280,000（蔡潔） | 凝亮眼科中心現金券及大灣區航空送出總值$170,000（馮顯藝）                                                                                          | $57,000現金：黃建東、李茵彤、黃意天、劉詠彤、鄧美欣、劉俊亨、張景淳、馬蹄露、龔嘉欣、郭珮文、曹銦玲、葉靖儀 | |

## 台慶大合照
《萬千星輝賀台慶》除了有表演之外，也有一些亮點是每年都要留意，就是大合照的排位，每個站位也是經過精心考慮。雖然沒有明文規定，但這種排位是一種地位的肯定。站在第一排基本上都是TVB的當家小生花旦，而第二排的都是力捧小花小生。

## 收視
| 年份   | 收視點 | 收視最高點 | 備註 |        | 年份   | 收視點 | 收視最高點                        | 備註 |
| 1984年 | 60點   |            |      | 2006年 | 35點   | 38點   |                                   |      |
| 1987年 | 59點   |            |      | 2007年 | 37點   | 38點   |                                   |      |
| 1989年 | 42點   |            |      | 2008年 | 34點   | 35點   |                                   |      |
| 1990年 | 43點   |            |      | 2009年 | 37點   | 38點   |                                   |      |
| 1991年 | 39點   |            |      | 2010年 | 35點   | 38點   |                                   |      |
| 1992年 | 43點   |            |      | 2011年 | 31點   | 34點   |                                   |      |
| 1993年 | 39點   |            |      | 2012年 | 34點   | 36點   |                                   |      |
| 1994年 | 28點   |            |      | 2013年 | 29點   | 31點   |                                   |      |
| 1995年 | 32點   |            |      | 2014年 | 25點   | 28點   |                                   |      |
| 1996年 | 31點   |            |      | 2015年 | 30點   | 34點   |                                   |      |
| 1997年 | 38點   |            |      | 2016年 | 22.9點 | 25點   |                                   |      |
| 1998年 | 36點   |            |      | 2017年 | 28.1點 |        | 改為計算跨平台收視                |      |
| 1999年 | 32點   |            |      | 2018年 | 31.2點 |        |                                   |      |
| 2000年 | 35點   | 38點       |      | 2019年 | 25.5點 |        | 改為計算3日跨平台收視，包括重溫。 |      |
| 2001年 | 36點   | 38點       |      | 2020年 | 26.1點 |        |                                   |      |
| 2002年 | 37點   | 39點       |      | 2021年 | 24.7點 | 27.8點 |                                   |      |
| 2003年 | 35點   | 37點       |      | 2022年 | 23.9點 | 25.7點 |                                   |      |
| 2004年 | 35點   | 39點       |      | 2023年 | 23.5點 | 25.4點 |                                   |      |
| 2005年 | 35點   | 36點       |      | 2024年 | 25.7點 | 29.5點 |                                   |      |

## 獎項

### 星和無綫電視大獎2012
| 獎項                      | 獲奬單位               |
| ------------------------- | ---------------------- |
| 「我最愛TVB大型綜藝節目」 | 《萬千星輝賀台慶2011》 |

當年項目由應屆《萬千星輝頒獎典禮2011》所產生的視帝鄭嘉穎、視后胡杏兒代為領獎。

### 萬千星輝頒獎典禮2022
| 獎項                   | 獲奬單位               |
| ---------------------- | ---------------------- |
| 「最佳年度及特備節目」 | 《萬千星輝賀台慶2022》 |

## 迴響

### 受到免費電視發牌風波影響
2013年，由於受到免費電視發牌風波影響，加上藝員陳百祥的「跪地」言論，有網民呼籲「熄機賀台慶」，無線雖捐出逾三百萬港元的善款與七間慈善機構，並參與收視掛鈎，但最終仍引致收視下跌，而無線及陳百祥的舉動亦引來非議。是次事件使无线与壹传媒交恶，无线将其列为“不受欢迎媒体”，拒绝其记者进入电视城，活动亦不接受其采访。
2014年，由於受到香港電視開台影響，加上香港電視開台劇選戰內容貼近時事，大講「真普選」及「公民抗命」，引起不少網民共鳴，所以即使有王祖藍向李亞男求婚一幕，最終也無法避免台慶收視下跌至近年新低。

### 汪阿Tag
台慶晚會主持人汪明荃於2018年在社交平台Instagram開設帳戶，她在台慶前所上載的圖片中放棄了系統內置的人名標示功能，改以手書他人姓名、職稱及對相片的描述，及至台慶前的綵排中亦引起了其他司儀陸浩明、麥明詩等所仿效，並廣被香港其他藝人及網民於社交平台中應用，傳媒將此現象稱為「汪阿Tag」，引起網上迴響。

### 受到「反送中」活動浪潮影響
2019年的52週年台慶正值反修例運動期間，不少市民和示威者批評無綫電視的新聞報道手法不公，有誤導成份，因而選擇罷看。而被指親政府的無線電視亦因「維穩」而罕有地把節目標題，由沿用三十多年的《萬千星輝賀台慶》，更名為《珍惜香港 發放娛樂 TVB52年》。
由於台慶前夕，有網民發起「全民和你賀台㷫」，意圖堵塞交通，或包圍無綫電視高層。最終，無綫在台慶當日宣佈因為「交通情況難以預料，為顧及所有嘉賓安全，決定取消今日台慶現場嘉賓的安排」，情況罕見，並臨時由直播改為錄影。而台慶當日，未見示威者，電視城也是近乎空無一人。
得悉台慶改為錄影後，網民發起「全港熄電視」活動，務求令當晚收視減少，加上台慶當晚亦剛巧撞正《2022年國際足協世界盃亞洲區第二圈外圍賽－香港 對 柬埔寨》球賽賽事影響。無綫企業傳訊部之後聲稱當晚收看直播接近230萬觀眾，但有關數字遭到質疑，因每一點代表65,460觀眾，如換成收視率應該有35.1點，但無綫公佈的三日跨平台收視（包括重播）只有25.5點，傳媒就此向無綫查詢，對方回覆時表示公佈數字沒有錯誤。

### 縮減台慶節目製作成本
為開源節流 TVB 由2016年《昂首邁向50周年》開始 每次製作萬千星輝賀台慶全程播出時間不會超過2小時。

### 涉嫌談及黃色笑話被投訴
在《珍惜香港 發放娛樂 TVB52年》的「真假遊戲」環節中，藝人黃翠如在該環節中暗示當中有份參與該環節的其中一位藝人洪永城的性器官長度，令觀眾感到含有黃色笑話成分，導致該年台慶節目收到400宗有關該環節的投訴。黃翠如後來表示自己有檢討。

## 分拆衍生的節目
- 無綫電視台慶相關活動
  - 無綫電視台慶亮燈儀式
  - 翡翠歌星賀台慶
  - 萬千星輝頒獎典禮
  - 無綫電視節目巡禮

## 外部連結
- 萬千星輝賀台慶2010
- 萬千星輝賀台慶2011
- 萬千星輝賀台慶2012
- 萬千星輝賀台慶2013
- 萬千星輝賀台慶2014
- 萬千星輝賀台慶2015
- 萬千星輝賀台慶2016
- 萬千星輝賀台慶2017
- 萬千星輝賀台慶2018
- 珍惜香港 發放娛樂 TVB 52年
- 萬千星輝賀台慶2020
- 萬千星輝賀台慶2021
- 萬千星輝賀台慶2022